# هارولد ويلسون
هارولد ويلسون (بالإنجليزية: Harold Wilson) سياسي بريطاني من حزب العمال (11 مارس 1916-24 مايو 1995). تولى رئاسة الوزارة في بريطانيا مرتين من 1964 إلى 1970 ومن 1974 إلى 1976.
دخل ويلسون البرلمان لأول مرة في عام 1945، وعين على الفور الأمين البرلماني لوزارة الخادمات وارتفع بسرعة من خلال الصفوف الوزارية، ليصبح أميناً للتجارة الخارجية في عام 1947 وتم تعيينه إلى مجلس الوزراء بعد شهور فقط بصفته رئيس مجلس الإدارة التجارة. في وقت لاحق، في مجلس الوزراء المعارض، شغل منصب معارض وزير المالية من 1955 إلى 1961 ثم معارض وزير الخارجية من 1961 إلى 1963، عندما انتخب زعيم حزب العمال بعد الموت المفاجئ من هيو غايتسكيل. فاز ويلسون بفارق ضئيل في انتخابات عام 1964، وذهب للفوز بأغلبية متزايدة في انتخابات مبكرة عام 1966.
تزامنت فترة الأولى لويلسون لرئيس الوزراء مع فترة من البطالة المنخفضة والازدهار الاقتصادي النسبي، على الرغم من مشاكل كبيرة أيضاً مع ميزان المدفوعات الخارجي البريطاني. في عام 1969 أرسل ويلسون القوات البريطانية إلى أيرلندا الشمالية. بعد أن خسر الانتخابات العامة عام 1970 إلى إدوارد هيث، قضى أربع سنوات كزعيم المعارصة قبل الانتخابات العامة في فبراير 1974 التي أسفرت عن برلمان معلق. وبعد انهيار محادثات هيث مع الليبراليين عاد ويلسون إلى السلطة كرئيس للحكومة الأقلية إلى أن تجرى انتخابات عامة ثانية في الخريف مما ادى إلى انتصار ضيق لحزب العمال. وقد بدأت فترة من الأزمة الاقتصادية في ضرب معظم الدول الغربية، وفي عام 1976 أعلن ويلسون فجأة استقالته كرئيس للوزراء.
كان نهج ويلسون الخاص بالإشتراكية معتدلاً، مع التركيز على زيادة الفرص داخل المجتمع، على سبيل المثال من خلال التغيير والتوسع داخل النظام التعليمي، متحالفة مع الهدف التكنوقراطي من الاستفادة بشكل أفضل من التقدم العلمي السريع، بدلاً من الهدف الاشتراكي الأكثر إثارة للجدل عبر تعزيز ممتلكات الدولة للصناعة. ولم يتخذ سوى القليل من الإجراءات لمواصلة تفاني دستور حزب العامل المعلن عن هذا التأميم، على الرغم من أنه لم يخل رسمياً عنه. هو نفسه عضو من «يسار» حزب العمال، مازحاً عن قيادة مجلس الوزراء الذي كان يتألف في الغالب من ديمقراطيين إشتراكيين، مقارناً نفسه مع البلشفي الثوري مترأس حكومة قيصرية، ولكن كان هناك القليل من الفرق الأيدولوجي ما بينه وأغلبية مجلس الوزراء.
يرى مؤرخو حزب العمال سنوات عمله في منصبه كفرص ضائعة لإصلاحات كبرى. ومع ذلك، تمشياً مع مزاج السيتينات رعى حكومته التغييرات الليبرالية في عدد من المجالات الاجتماعية؛ فإنها لم تكن عموماً مبادراته. وشملت هذه التدابير تحرير القوانين المتعلقة بالرقابة، الطلاق، المثلية، الهجرة والإجهاض؛ فضلا عن إلغاء عقوبة الإعدام، ويرجع ذلك جزئيا إلى مبادرات أعضاء البرلمان الذين حصلوا على دعم من روي جنكينز خلال وقته كوزير الداخلية. وبشكل عام، البعض يرى ويلسون أنه تمكن من إدارة عدد من القضايا السياسية الصعبة بمهارة تكتيكية كبيرة، بما في ذلك القضايا المثيرة للانقسام بالنسبة لحزبه على دور الملكية العامة، والعضوية البريطانية في الجماعة الأوروبية، وحرب فيتنام، مع الاستمرار في الحفاظ على وجود عسكري مكلف شرق السويس. ولا يزال طموحه المعلن بتحسين الأداء الاقتصادي طويل الأجل لبريطانيا إلى حد كبير لم يحقق. لقد فقد طاقته وحركته في حكومته الثانية 1974-76 ولم ينجز شيئا يذكر مع انقسام القيادة حول أوروبا، وبدأت قضايا النقابات العمالية في تمزيق حزب العمال.

## النشأة
ولد ويلسون في 4 شارع وارنيفورد، هدرسفيلد، في غرب ريدينغ يوركشاير، إنجلترا، في 11 مارس 1916. إنه من عائلة سياسية: والده جيمس هربرت ويلسون (1882-1971) كان يعمل ككيميائي الذي كان نشطا في الحزب الليبرالي ثم انضم إلى حزب العمال. كانت والدته إثيل (1882-1957) معلمة قبل زواجها؛ في عام 1901 استقر شقيقها هارولد (في وقت لاحق السير هارولد سيدون) في أستراليا الغربية، حيث كان ناشطاً في البداية في الحركة العمالية، ولكنه شغل بعده في منصب كنائب محافظ (1922-1954).
عندما كان ويلسون ثمانية، زار لندن والتقطت له صورة مشهورة لاحقاً يقف على عتبة 10 داوننغ ستريت.
كان مؤيداً للنادي هدرسفيلد تاون من مسقط رأسه.

### التعليم
حصل ويلسون على منحة دراسية لحضور مدرسة مدرسة رويدس هول غرمار، مدرسته المحلية (التي الآن مدرسة شاملة) في هدرسفيلد في يوركشاير. في ديسمبر 1930، والده، الذي عمل ككيميائي صناعي، فصل من خدمته، واستغرقت ما يقرب من عامين للعثور على عمل. انتقل إلى سبيتال على الويرال، شيشاير من أجل العثور على العمل. تلقى ويلسون تعليمه في مدرسة غرامر النموذجية للبنين في ويرال، حيث أصبح رئيس البنين.
كان ويلسون جيد في المدرسة، على الرغم من أنه لم يحصل على منحة دراسية، حصل على معرض؛ التي عندما تزداد عليها منحة المقاطعة، مكنته من دراسة التاريخ الحديث في كلية عيسى، أكسفورد، من عام 1934. في أكسفورد، كان ويلسون نشطاً بشكل معتدل في السياسة كعضو في الحزب الليبرالي ولكنه تأثر بشدة من قبل جي.دي.هش كول. تخرج في مجال (الفلسفة، السياسة والاقتصاد) مع «درجة أولى للمتميز في درجة البكالوريوس في الآداب، مع درجات تامة على كل ورقة» في الامتحانات النهائية، وسلسلة من الجوائز الأكاديمية الكبرى. يقول السيرة الذاتية روي جنكينز:
أكاديمياً نتائجه وضعته بين رؤساء الوزراء في فئة بيل، غلادستون، أسكويث، ولا أحد آخر. ولكن... كان يفتقر الأصالة. ما كان رائعاً فيه هو الإستيعاب السريع للمعرفة، جنباً إلى جنب مع القدرة على الاحتفاظ بها في ذهنه وتقديمه بشكل واضح في شكل يرحبها أساتذه.
استمر في الأوساط الأكاديمية، وأصبح واحدا من أصغر أبناء أكسفورد من القرن في سن 21. وكان محاضراً في تاريخ الإقتصاد في الكلية الجديدة من عام 1937، وزميل باحث في كلية الجامعة.

### زواجه
في يوم رأس السنة الميلادية 1940، في كلية مانسفيلد في أكسفورد، تزوج ماري بالدوين الذي بقت زوجته حتى وفاته. أصبحت ماري ويلسون شاعرة منشورة. كان لديهم إبنان، روبن وجايلز (سمي باسم جايلز ألينغتون). أصبح روبن أستاذاً للرياضيات، وأصبح جايلز مدرساً. في عشريناتهم، كان أبنائه تحت تهديد الخطف من الجيش الجمهوري الأيرلندي بسبب بروز والدهم.

### إحصائي للحرب
عند اندلاع الحرب العالمية الثانية، تطوع ويلسون للخدمة ولكن تم تصنيفه على أنه متخصص وانتقل إلى الخدمة المدنية بدلاً من ذلك. وكان في معظم الوقت، باحث مساعد إلى لويليام بيفريدج، الرئيس في الكلية الجامعية في أكسفورد، حيث عمل في قضايا البطالة والدورة التجارية. وأصبح فيما بعد إحصائياً واقتصادياً لصناعة الفحم. وكان مديراً للاقتصاد والإحصاء في وزارة الوقود والطاقة عام 1943-1944، وحصل على رتبة الإمبراطورية البريطانية لخدماته.
وبقي مهتماً بحماس في الإحصاءات. بصفته رئيساً لمجلس التجارة، كان القوة الدافعة وراء قانون إحصاءات التجارة لعام 1947، الذي لا يزال هو السلطة التي تحكم على معظم الإحصاءات الاقتصادية في المملكة المتحدة. كان له دور كرئيس الوزراء في تعيين كلوز موسر رئيساً لمكتب الإحصاء المركزي، وكان رئيساً للجمعية الإحصائية الملكية في 1972-1973.

## نائب برلماني (1945-1964)
مع اقتراب نهاية الحرب، بحث عن مقعد للمنافسة في الانتخابات العامة الوشيكة. تم اختياره للدائرة الانتخابية أورمسكيرك، التي مسكها ستيفن كينغ هول. وافق ويلسون على أن يعتمد كمرشح على الفور بدلاً من التأخير حتى يتم إستدعاء الانتخابات، وبالتالي اضطر للاستقالة من منصبه في الخدمة المدنية. عمل كمدرب في الاقتصاد في كلية الجامعة بين استقالته وانتخابه لمجلس العموم. واستخدم أيضاً هذا الوقت لكتابة الصفقة الجديدة للفحم، حيث استخدم تجربته في زمن الحرب للمطالبة بتأميم مناجم الفحم على أساس تحسن الكفاءة التي تنبأ بها.
في الانتخابات العامة لعام 1945، فاز ويلسون في دائرته الانتخابية بإغلبية ساحقة. المثير للدهشة تم تعيينه على الفور في الحكومة من قبل رئيس الوزراء كليمنت أتلي كسكرتير برلماني لوزارة الأشغال. وبعد ذلك بعامين، أصبح وزيرا للتجارة الخارجية، حيث قام بعدة رحلات رسمية إلى الاتحاد السوفيتي للتفاوض بشأن عقود التوريد.
في الانتخابات العامة لعام 1950، تم تغيير دائرته الانتخابية أورمسكيرك بشكل كبير وتم انتخابه بشكل ضيق للمقعد الجديد في هيتون بالقرب من ليفربول، حيث خدم لمدة 33 عاماً حتى عام 1983.

### وزير حكومي (1947-1951)
في 29 سبتمبر 1947 تم تعيين ويلسون رئيساً لمجلس التجارة، في عمر 31 أصبح أصغر عضو في مجلس الوزراء البريطاني في القرن العشرين. أخذ زمام المبادرة في إلغاء بعض التقنين في زمن الحرب، الذي أشار إليه بأنه «شعلة بلضوابط».
في صيف عام 1949، مع وزير الخزانة ستافورد كريبس في سويسرا في محاولة لإستعادة صحته، كان ويلسون واحد من مجموعة من ثلاثة وزراء شباب، جميعهم من الاقتصاديين السابقين وموظفي الخدمة المدنية وقت الحرب، عقدوا لتقديم النصائح لرئيس الوزراء اتلي بشأن المسائل الاقتصادية. أما الآخرون فكانوا دوغلاس جاي (وزير الاقتصاد في الخزانة)، وهيو غايتسكيل (وزير الوقود والطاقة)، الذي سرعان ما نما إلى عدم الثقة به. كتب دوغلاس جاي عن دور ويلسون في النقاشات التي جرت في الصيف حول ما إذا كان سيتم تخفيض قيمة الجنيه الاسترليني «أنه غير إلى الجانبين ثلاث مرات خلال ثمانية أيام وانتهى مواجه الجانبين». ومع ذلك، أعطى إلى ويلسون المهمة خلال عطلته السويسرية بإرسال رسالة إلى كريبس يبلغه فيها بقرار تخفيض الجنيه الإسترليني، الذي كان يعارضه كريبس. ويلسون قد شوه سمعته في كل من الدوائر السياسية والرسمية. على الرغم من أنه وزير ناجح، كان ويلسون يعتبر ذاتي الأهمية. لم يتم النظر إليه بجدية لمنصب المستشار عندما تنحى كريبس في أكتوبر 1950 (أعطيت المنصب إلى هيو غايتسكل)، ربما جزئياً بسبب دوره المشكوك فيه أثناء تخفيض قيمة العملة.
أصبح ويلسون معروفاً في حزب العمالي كيساري وانضم إلى أنورين بيفان وجون فريمان في استقالته من الحكومة في أبريل 1951 احتجاجاً على إدخال رسوم صحية إلى هيئة الخدمات الصحية الوطنية لتلبية المطالب المالية المفروضة من قبل الحرب الكورية. في هذا الوقت، لم يعتبر ويلسون بعد سياسياً من الوزن الثقيل: أشار هيو دالتون إليه بازدراء على أنه «كلب ناي [بيفان]».
بعد أن خسر حزب العمال انتخابات عام 1951، أصبح رئيس مجموعة (ألزموا على اليسار)، مجموعة بيفان السياسية. في مؤتمر موركامب المرير في خريف عام 1952، كان ويلسون واحداً من البيفانيتس المنتخبين كممثلين للدائرة الانتخابية إلى اللجنة التنفيذية الوطنية للعمال، في حين تم إخراج اليمينيين الكبار في الحزب مثل دالتون وهربرت موريسون من اللجنة.

### مجلس الوزراء المعارض (1954-1963)
لم يسخر ويلسون كثيراً من أن دعمه للجناح اليساري وأنورين بيفان كان انتهازياً. عندما استقال بيفان من مجلس الظل المعارض (الذي انتخبه نواب حزب العمال عندما كان الحزب معارضاً) في ربيع عام 1954 على دعم حزب العمال لإقامة منظمة حلف جنوب شرق آسيا، صعد ويلسون، الذي كان في المرتبة الثانية في الانتخابات، لملء المكان الشاغر. وقد دعمه في ذلك ريتشارد كروسمان لكن أفعاله أغضب بيفان وأتباعه.
دورة ويلسون في المسائل الداخلية للحزب في الخمسينيات وأوائل الستينيات من القرن الماضي تركته غير مقبول أو موثوق به تماماً من قبل يسار أو يمين الحزب العمالي. على الرغم من ارتباطه السابق مع بيفان، في عام 1955 دعم هيو غايتسكيل، المرشح اليميني في حزب العمال الداخلي، ضد بيفان لقيادة الحزب. عينه غايتسكيل المستشار المعارض في عام 1955، وأثبت أنه فعال جداً. أدى أحد خطواته الإجرائية إلى تأخير كبير في التقدم الذي أحرزه مشروع القانون المالي للحكومة في عام 1955، وأشادت على نطاق واسع خطابته كالمستشار المعارض من عام 1956 على وضوحها وخفة دمها. وقد صاغ مصطلح «تماثيل زيوريخ» لسخرية المصرفيين السويسريين لبيع بريطانيا ودفع الجنيه الإسترليني للهبوط من خلال التكهنات. أجرى تحقيقاً في تنظيم حزب العمال بعد هزيمتها في الانتخابات العامة لعام 1955، والتي قارنت تنظيم حزب العمال «بدراجة صغيرة» وقديمة، وقدم توصيات مختلفة لتحسينها. على غير العادة، جمع ويلسون بين وظيفة رئيس لجنة الحسابات العامة لمجلس العموم مع المستشار المعارض من عام 1959، وعقد هذا المنصب حتى عام 1963.
قد أضعفت قيادة غايتسكيل بعد هزيمة حزب العمال في عام 1959 ومحاولته المثيرة للجدل للتخلي عن التزام حزب العمال بالتأميم من خلال إلغاء الفقرة الرابعة وهزيمته في مؤتمر الحزب عام 1960 حول اقتراح يؤيد نزع السلاح النووى من جانب واحد. قد توفي بيفان في يوليو 1960، لذلك أسس ويلسون نفسه كزعيم ليسار حزب العمال من خلال إطلاق تحدي انتهازي ولكن غير ناجح لقيادة غايتسكيل في نوفمبر 1960. ثم انتقل ويلسون إلى منصب وزير خارجية المعارض في عام 1961، قبل أن يتحدى لمنصب نائب حزب العمال في عام 1962 ولكن هزم من قبل جورج براون.

### الرئيس المعارض (1963-1964)
توفي غايتسكيل في يناير 1963، تماماً عندما بدأ حزب العمال في التوحد، ويبدو أن لديهم فرصة جيدة جداً للفوز في الانتخابات المقبلة، مع حكومة ماكميلان في ورطة. اعتمد ويلسون المرشح اليساري للقيادة، هزماً براون وجيمس كالاهان ليصبح رئيس حزب العمال وزعيم المعارضة.
في المؤتمر السنوي لحزب العمال في عام 1963، أدلى ويلسون بخطابه الأكثر شهرة، عن آثار التغيير العلمي والتكنولوجي. وقال إن «بريطانيا التي ستصنع في الحرارة البيضاء لهذه الثورة لن تكون مكاناً للممارسات التقييدية أو لتدابير قديمة على جانبي الصناعة». هذا الخطاب فعل الكثير لتحديد سمعة ويلسون باعتباره تكنوقراط لا يرتبط بنظام الطبقة السائدة.
ساعدت قضية بروفومو نجاح الحزب في الانتخابات لعام 1964، وهي فضيحة جنسية وزارية، أصابت هارولد ماكميلان، وأصابت المحافظيين. جعل ويلسون رأس المال دون التورط في الجوانب الأقل عذري. (ورداً على سؤال حول بيان حول الفضيحة، قال «لا تعليق... بشكل مجيد!»). كان السير أليك دوغلاس هوم أرستقراطي تخلى عن قرنه ليجلس في مجلس العموم وأصبح رئيساً للوزراء بعد استقالة ماكميلان. إلى تعليق ويلسون أنه لم يكن على اتصال مع الناس العاديين منذ أنه الإيرل الرابع عشر من هوم، اعترض هوم وقال، «أفترض أن السيد ويلسون هو السيد ويلسون الرابع عشر».

## فترته الأولى كرئيس الوزراء (1964-1970)
فاز حزب العمال في الانتخابات العامة لعام 1964 بأغلبية ضيقة من أربعة مقاعد، وأصبح ويلسون رئيس الوزراء، أصغر شخص يشغل هذا المنصب منذ أرشيبالد بريمروز قبل 70 عاماً. وخلال عام 1965، خفضت خسائر الانتخابات الفرعية أغلبية الحكومة إلى مقعد واحد فقط؛ ولكن في مارس 1966 اتخذ ويلسون المقامرة بالدعوة إلى انتخابات عامة أخرى. دفعت المقامرة، لأن هذه المرة حقق حزب العمال أغلبية 96 مقعداً على المحافظين، حيث في العام الماضي إدوارد هيث تولى رئاسة الحزب.

### الشؤون الداخلية

#### السياسات الاقتصادية
من الناحية الاقتصادية، كانت السنوات الثلاث الأولى من رئاسة ويلسون تهيمن عليها جهود فاشلة في نهاية المطاف لتفادي تخفيض قيمة الجنيه الإسترليني. وورث عجزاً خارجياً كبيراً على نحو غير عادي في ميزان التجارة. وهذا يعكس جزئياً على السياسة المالية الموسعة للحكومة السابقة في الفترة التي سبقت انتخابات عام 1964، وشدد فريق ويلسون القادم على الموقف المالي رداً على ذلك. وقد دعا العديد من الاقتصاديين البريطانيين إلى تخفيض قيمة العملة، ولكن ويلسون قاوم، جزئياً من القلق من أن حزب العمال، الذي خفض قيمة الجنيه الإسترليني في عام 1949، سيصبح «حزب تخفيض قيمة العملة». غير أنه في النصف الأخير من عام 1967، بذلت محاولة لمنع الركود في نشاطه من الذهاب بعيداً جداً في شكل حافز لإنفاق المستهلك الدائم من خلال تخفيف الائتمان، مما منع بدوره من ارتفاع البطالة في الشتاء.
بعد معركة مكلفة، اضطرت ضغوط السوق الحكومة إلى تخفيض قيمة العملة في عام 1967. انتقد ويلسون كثيراً عندما أكد في البث للمستمعين أن «الجنيه في جيبكم» لم تفقد قيمتها. ونسى على نطاق واسع جملته التالية وهي أن «الأسعار سترتفع». وقد أظهر الأداء الاقتصادي بعض التحسن بعد تخفيض قيمة العملة، كما توقع الاقتصاديون. وأدى تخفيض قيمة العملة، مع ما يصاحبه من تدابير تقشفية، إلى استعادة ميزان المدفوعات إلى الفائض بحلول عام 1969. وقد تحول هذا العجز بشكل غير متوقع إلى عجز صغير مرة أخرى في عام 1970. وأعلنت الأرقام السيئة قبل الانتخابات العامة في عام 1970 مباشرة، وهي غالباً ما تستهشد من أسباب هزيمة حزب العمال.
كان الموضوع الرئيسي لنهج ويلسون الاقتصادي هو التركيز بشكل أكبر على «التخطيط الإقتصادي الإرشادي». وقد أنشأ إدارة جديدة للشؤون الاقتصادية لتوليد أهداف طموحة كانت في حد ذاتها من المفترض أن تساعد على حفز الإستثمار والنمو، كما أنشأت الحكومة وزارة التكنولوجيا لدعم تحديث الصناعة. وكان القصد من إدارة الشؤون الاقتصادية في حد ذاتها أن تكون بمثابة الوزن التوسعي لما رأوه الحزب كنفوذ المحافظين على الخزانة، على الرغم من تعيين نائب ويلسون، جورج براون، كالوزير المسؤول عن الإدراة كان شيئاً من المقامرة، في ضوء سمعة براون عن سلوكه الغير منتظم؛ وعلى أية حال فإن قرار الحكومة على مدى السنوات الثلاث الأولى للدفاع عن تكافؤ الجنيه الإسترليني مع التدابير الانكماشية التقليدية يتنافى مع الآمال في دفع توسعي للنمو. وعلى الرغم من أن نمط والإيمان في التخطيط الإرشادي كطريق للنمو، تم تجسيده في الإدارة للشؤون الاقتصادية ووزارة التكنولوجيا، كان في ذلك الوقت غير مقتصراً على حزب العمال، إلا أن ويلسون بني على أسس تم وضعها من قبل المحافظون السابقون، في شكل، على سبيل المثال، من المجلس الوطني للتنمية الاقتصادية (المعروف باسم «نيدي») ونظرائها الإقليميين («نيديس الأصغر»). قد تم تعزيز تدخل الحكومة في الصناعة إلى حدِّ كبير، مع تعزيز مكتب الوطني للتنمية الاقتصادية إلى حد كبير، مع زيادة عدد «نديس الأصغر»، من ثمانية في عام 1964 إلى واحد وعشرين في عام 1970. وقد اتسمت سياسة الحكومة في التدخل الاقتصادي الانتقائي فيما بعد بإنشاء وزارة جديدة للتكنولوجيا، تحت سيطرة توني بين.
كان إستمرار أهمية التأميم الصناعي (محور برنامج حكومة العمال في فترة ما بعد الحرب) نقطة خلاف رئيسية في الصراعات الداخلية للحزب في الخمسينيات وأوائل الستينيات. قد حاول سلف ويلسون، هيو غايتسكيل، في عام 1960 لمعالجة الجدل بشكل مباشر، مع اقتراح بشطب الفقرة الرابعة (بند الملكية العامة) من دستور الحزب، لكنه أجبر على النزول من هذا الاقتراح. اتخذ ويلسون نهجاً أكثر دقة. إنه استرضى الجناح اليساري للحزب من خلال تأميم صناعة الصلب. إلا أنه ترك الفقرة الرابعة رسمياً في الدستور ولكن في الممارسة على الرف.
بذل ويلسون محاولات دورية للتخفيف من حدة التضخم، إلى حد كبير من خلال مراقبة أسعار الأجور - المعروفة في بريطانيا بأنها «سياسة الأسعار والدخل». (كما هو الحال بالنسبة للتخطيط الإرشادي، فإن هذه الضوابط - على الرغم من أنها أصبحت الآن غير مؤاتية عموما - قد اعتمدت على نطاق واسع في ذلك الوقت من قبل حكومات من مختلف الأيديولوجيات المعقدة، بما في ذلك إدارة ريتشارد نيكسون في الولايات المتحدة.) جزئياً نتيجة لهذا الاعتماد، الحكومة كانت تجد نفسها مراراً وتكراراً في النزاعات الصناعية الكبرى، مع «البيرة والسندويشات في رقم عشرة» في أواخر الليل، كان تتويجاً روتينية تقريباً لهذه الحلقات. من بين أكثر الضربات ضرراً خلال فترة ويلسون هو توقف العمل لستة أسابيع من قبل الاتحاد الوطني للبحارة، بعد فترة وجيزة من إعادة انتخاب ويلسون في عام 1966، وأجريت، دعياً، من قبل «رجال بدوافع سياسية».
مع الإحباط العام من الإضرابات، اقترحت حكومة ويلسون في عام 1969 سلسلة من التغييرات على الأساس القانوني للعلاقات الصناعية (قانون العمال)، والتي تم توضيحها في ورقة بيضاء قانونية «في مكان الصراع» الذي قدمته وزيرة العمل باربرا كاستل. وعقب المواجهة مع مؤتمر نقابات العمال، الذي عارضت بشدة المقترحات، والمعارضة الداخلية من وزير الداخلية جيمس كالاهان، تنازلت الحكومة بشكل واضح من نواياها. أدخلت حكومة هيث (1970-1974) قانون العلاقات الصناعية لعام 1971 مع العديد من نفس الأفكار، ولكن تم إلغاء ذلك إلى حد كبير من قبل حكومة العمال بعد عام 1974. وبعد ذلك، تم إصدار بعض العناصر (بصيغة معدلة) أثناء رئاسة مارغريت ثاتشر.
أدخلت حكومة ويلسون مجموعة متنوعة من التغييرات على النظام الضريبي. تحت تأثير الاقتصادي الهنغاري نيكولاس كالدور وتوماس بالوه إلى حد كبير، تم فرض ضريبة توظيف انتقائية خاصة مصممة لفرض ضريبة على العمالة في قطاعات الخدمات ولدعم العمالة في الصناعة. (الأساس المنطقي الذي اقترحه المؤلفون الاقتصاديون المستمد بشكل كبير من الإدعاءات حول وفورات الحجم المحتملة والتقدم التكنولوجي، ولكن ويلسون في مذكراته شدد على إمكانات زيادة الإيرادات الضريبية). لم تعيش الضريبة الوظيفية الانتقائية الخاصة فترة طويلة عند عودة الحكومة المحافظة. من الأهمية على المدى الطويل، أدخلت ضريبة الأرباح الرأسمالية في جميع أنحاء المملكة المتحدة في 6 أبريل 1965. على مدى فترتيه كرئيس الوزراء، ترأس ويلسون على زيادات كبيرة في العبء الضريبي الكلي في المملكة المتحدة. في عام 1974، بعد ثلاثة أسابيع من تشكيل حكومة جديدة، عكس المستشار الجديد لويلسون، دينيس هيلي، جزئياً التخفيض في أعلى معدل الضرائب لعام 1971 من 90٪ إلى 75٪، ليركبه إلى 83٪ في ميزانيته الأولى، التي دخلت حيز التنفيذ في أبريل 1974. وهذا ينطبق على الدخل الأكثر من 20,000£ إسترليني (أي ما يعادل 187,970£ جنيه إسترليني في عام 2015)، جنباً إلى جنب مع رسوم إضافية بنسبة 15٪ على الدخل «غير المكتسب» (إستثمارات وأرباح الأسهم) يمكن أن تضيف إلى معدل هامشي بنسبة 98٪ كضريبة دخل شخصية. في عام 1974، كان ما يصل إلى 750,000 شخص عرضة لدفع أعلى معدل ضريبة الدخل. وكان تحديد حزب العمال بمعدلات ضريبية مرتفعة إحدى القضايا التي ساعدت حزب المحافظين بقيادة مارغريت ثاتشر وجون ميجر في السيطرة على السياسة البريطانية خلال الثمانينات وبداية التسعينات.
قد دخل ويلسون السلطة في وقت وصلت فيه البطالة إلى حوالي 400,000. ولا زال بلغت 371,000 في أوائل عام 1966 بعد انخفاض مطرد خلال عام 1965، ولكن بحلول مارس 1967 بلغ 631,000. وسقطت مرة أخرى قرب نهاية العقد، حيث بلغت 582,000 بحلول موعد الانتخابات العامة في يونيو 1970.

#### القضايا الاجتماعية
تم تمرير عدد من الإصلاحات الاجتماعية التحريرية عبر البرلمان خلال فترة ويلسون الأولى في الحكومة. تناولت هذه الأحكام عقوبة الإعدام، الأفعال المثلية، الإجهاض، الرقابة، وسن الاقتراع. كانت هناك قيود جديدة على الهجرة. ويلسون شخصياً، قادماً ثقافياً من خلفية إقليمية غير مطابقة، لم يظهر حماسا خاصا لمعظم هذه الأجندات.

#### التعليم
كان للتعليم أهمية خاصة بالنسبة للاشتراكيين من جيل ويلسون، نظراً لدورها في فتح الفرص أمام الأطفال من خلفيات الطبقة العاملة وتمكين بريطانيا من اغتنام الفوائد المحتملة للتقدم العلمي. في عهد حكومة ويلسون الأولى، وللمرة الأولى في التاريخ البريطاني، خصص المزيد من الأموال للتعليم بدلاً من الدفاع. واصل ويلسون الإنشاء السريع لجامعات جديدة، تمشياً مع توصيات تقرير روبينز، وهي سياسة الحزبين بالفعل في العمل عندما تولت حزب العمال السلطة.
روّج ويلسون لمفهوم الجامعة المفتوحة، لإعطاء البالغين الذين غابوا عن التعليم العالي فرصة ثانية من خلال الدراسة بدوام جزئي والتعلم عن بعد. وشمل التزامه السياسي إسناد مسؤولية التنفيذ إلى البارونة لي، أرملة أنورين بيفان. وبحلول عام 1981، حصل 45,000 طالب على شهادات من خلال الجامعة المفتوحة. كما تم تحويل الأموال إلى كليات التربية المحلية التي تديرها السلطة المحلية.
وعلى العكس من ذلك، فإن سجل ويلسون في التعليم الثانوي مثير للجدل إلى حد كبير. نما الضغط لإلغاء المبدأ الانتقائي الذي يقوم عليه «تطبيقات الأحد عشر الزائدة»، وإستبداله بالمدارس الشاملة التي من شأنها أن تخدم مجموعة كاملة من الأطفال. أصبح التعليم الشامل سياسة حزب العمال. بين الفترة من 1966 إلى 1970، ارتفعت نسبة الأطفال في المدارس الشاملة من حوالي 10 في المائة إلى أكثر من 30 في المائة.
ضغطت الحكومة العمالية على السلطات المحلية لتحويل المدارس النحوية إلى مدارس شاملة. واستمر التحويل على نطاق واسع خلال إدارة المحافظين اللاحقة تحت إدارة هيث، على الرغم من أن وزيرة الدولة، مارغريت ثاتشر، أنهت إجبار السلطات المحلية على التحول.
الجدل الرئيسي الذي نشأ خلال حكومة ويلسون الأولى هو القرار الذي مفاده أن الحكومة لم تستطع الوفاء بوعدها الذي طال انتظاره لرفع سن ترك المدرسة إلى عمر السادس عشر، بسبب الإستثمار المطلوب في البنية التحتية، مثل الفصول الدراسية الإضافية والمعلمين.
عموماً، ارتفع الإنفاق العام على التعليم كنسبة من الناتج القومي الإجمالي من 4.8 في المائة في عام 1964 إلى 5.9 في المائة في عام 1968، وزاد عدد المعلمين في التدريب بأكثر من الثلث بين عامي 1964 و 1967. وارتفعت نسبة الطلاب الذين بقوا في المدرسة بعد سن السادسة عشرة على نحو مماثل، وزاد عدد الطلاب بنسبة تزيد عن 10 في المائة سنوياً. كما انخفضت نسب التلاميذ والمعلمين بشكل مطرد. نتيجة لسياسات حكومة ويلسون التعليمية الأولى، تحسنت الفرص المتاحة للأطفال من الطبقة العاملة، في حين كان الدخول العام إلى التعليم في عام 1970 أوسع مما كان عليه في عام 1964. كما لخصه بريان لابينغ،
«اتخذت سنوات 1964-1970 إلى حد كبير وقت لخلق أماكن إضافية في الجامعات، المعاهد الفنية، الكليات التقنية وكليات التعليم: لتحضير لليوم عندما يتم دخل قانون جديد من شأنه أن يجعل من حق الطالب، على ترك المدرسة، أن يكون له مكان في مؤسسة لمواصلة التعليم».
في عام 1966، تم إنشاء ويلسون المستشار الأول لجامعة برادفورد التي أنشئت حديثاً، وهو منصب شغله حتى عام 1985.

#### الإسكان
كان الإسكان مجالاً رئيسياً للسياسات إطار حكومة ويلسون الأولى. خلال فترة ولاية ويلسون بين 1964 إلى 1970، تم بناء المزيد من المنازل الجديدة أكثر مما كانت عليه في السنوات الست الأخيرة من الحكومة المحافظة السابقة. وارتفعت نسبة مساكن المحلية من 42٪ إلى 50٪ من المجموع الكلي، في حين ارتفع عدد المنازل المحلية التي تم بناؤها بشكل مطرد، من 119,000 في 1964 إلى 133,000 في 1965 وإلى 142,000 في 1966. السماح بالهدم، سمح ببناء 1.3 مليون منزل جديد بين عامي 1965 و 1970، ولتشجيع ملكية المنازل، أدخلت الحكومة نظام خيار الرهن العقاري (1968)، الذي جعل أصحاب المنازل ذوي الدخل المنخفض مؤهلين للحصول على إعانات (أي ما يعادل الإعفاء الضريبي من مدفوعات فوائد الرهن العقاري). وأدى هذا المخطط إلى خفض تكاليف السكن بالنسبة للمشترين ذوي الدخل المنخفض، وتمكين عدد أكبر من الناس من أن يصبحوا من أصحاب العقارات. وبالإضافة إلى ذلك، أعفي أصحاب المنازل من ضريبة الأرباح الرأسمالية. وقد أدى هذا الإجراء إلى جانب نظام خيار الرهن العقاري إلى حفز سوق الإسكان الخاص.
كما تم التركيز بشكل كبير على تخطيط المدني، مع إدخال مناطق جديدة للحفاظ على البيئة، وجيل جديد من المنازل المدنية تم بناؤها، ولا سيما ميلتون كينز. قد أعطت قوانين المدن الجديدة لعامي 1965 و 1968 الحكومة السلطة (من خلال وزاراتها) لتعيين أي منطقة من الأراضي كموقع لمدينة مخططة.

#### الخدمات الاجتماعية والرعاية الاجتماعية
وفقاً لما ذكره أي. بي. أتكينسون، تلقى الضمان الاجتماعي اهتماماً أكبر من حكومة ويلسون الأولى مما كان عليه خلال السنوات الثلاث عشرة السابقة تحت الحكومات المحافظة. بعد انتصارها في الانتخابات العامة لعام 1964، بدأت حكومة ويلسون في زيادة الفوائد الاجتماعية. ألغيت فوراً رسوم الوصفات الطبية للأدوية، في حين رفعت المعاشات إلى 21 في المائة من متوسط أجور الرجال الصناعيين. في عام 1966، تم إصلاح نظام المساعدة الوطنية (برنامج للمساعدة الاجتماعية للفقراء) وأعيد تسميته إلى الإعانة التكميلية. وتم استبدال اختبار الوسائل ببيان للدخل، وزادت معدلات إستحقاقات المتقاعدين (الغالبية العظمى من أصحاب المطالبات)، مما منحهم مكسباً حقيقياً في الدخل. وقبل انتخابات 1966، تضاعف معاش الأرملة ثلاث مرات. وبسبب تدابير التقشف التي أعقبت الأزمة الاقتصادية، أعيد تطبيق رسوم الوصفات الطبية في عام 1968 كبديل لقطع برنامج بناء المستشفيات، على الرغم من أن قطاعات السكان الأكثر احتياجاً (بما في ذلك أصحاب المطالبات التكميلية، المرضى على المدى الطويل، الأطفال، والمتقاعدين) كانوا معفيين من الرسوم.
كما ألغيت قاعدة كسب الأرملة، في حين أدخلت مجموعة من المزايا الاجتماعية الجديدة. وقد صدر قانون يحل محل المساعدة الوطنية إلى إستحقاقات تكميلية. وينص القانون الجديد على أن الأشخاص الذين يستوفون شروطهم يستحقون هذه الإستحقاقات الغير المساهمة. خلافاً لبرنامج المساعدة الوطنية الذي عمل كمؤسسة خيرية حكومية للأسوأ، فإن نظام المزايا التكميلية الجديد هو من حق كل مواطن يجد نفسه في مصاعب شديدة. الناس الذين كانوا فوق عمر التقاعد الذين أعتبروا غير قادرين على العيش على المعاش الأساسي (الذي يقدم أقل مما تعتبره الحكومة ضرورية للعيش) أصبحوا مخولين لمعاش «طويل الأمد» لعدد قليل من الشلنج كل أسبوع. كما أدخل بعض التبسيط في إجراءات المطالبة بالإستحقاقات. ومن عام 1966، أضيف معاش إعاقة شديد بشكل إستثنائي «بالنسبة للمطالبين الذين يحصلون على معاش حضوري مستمر المدفع إلى الذين لديهم معدلات حضور ثابتة أو متوسطة، والذين يعانون من إعاقة شديدة بشكل إستثنائي». وأدخلت مدفوعات الإطناب في عام 1965 لخفض تأثير البطالة، ومعاشات معلقة بالإستحقاقات للأمومة، البطالة، المرض، الإصابات الصناعية، والترمل، في عام 1966، يليها استبدال بدلات الأسرة ذات المعدل الثابت مع مخطط يتعلق بالإيرادات في عام 1968. واعتباراً من يوليو 1966 فصاعداً، تم تمديد المعاش المؤقت لأرملة المعوقين المتقاعدين بشدة من 13 إلى 26 أسبوعاً.
وحدثت زيادات في المعاشات التقاعدية وغيرها من الإستحقاقات خلال السنة الأولى لولاية ويلسون التي كانت أكبر الزيادات في الأجل الحقيقي التي حدثت حتى ذلك الحين. وأزدادت إستحقاقات الضمان الاجتماعي زيادة ملحوظة خلال السنتين الأوليين لولاية ويلسون، حيث أتسمت الميزانية في الربع الأخير من عام 1964 برفع معدلات الإعانات القياسية للشيخوخة المرض والعجز بنسبة 18.5 في المائة. وفي عام 1965، رفعت الحكومة معدل المساعدة الوطنية إلى مستوى أعلى بالنسبة إلى الأرباح، وعبر التعديلات السنوية، حافظت بشكل واسع على معدل يتراوح بين 19٪ و 20٪ من إجمالي الدخل الصناعي حتى بداية عام 1970. وفي السنوات الخمس الممتدة من عام 1964 وحتى الزيادات الأخيرة التي حققتها حكومة ويلسون الأولى، أرتفعت المعاشات التقاعدية بنسبة 23 في المائة بالقيمة الحقيقية، والمنافع التكميلية بنسبة 26 في المائة بالقيمة الحقيقية، وإستحقاقات المرض والبطالة بنسبة 153 في المائة بالقيمة الحقيقية (إلى حد كبير نتيجة لإدخال الفوائد المتصلة بالإيرادات في عام 1967).

#### الزراعة
في إطار حكومة ويلسون الأولى، زادت الإعانات المقدمة للمزارعين. وأصبح المزارعون الذين يرغبون في مغادرة الأرض أو التقاعد يتأهلون للحصول على المنح أو المعاشات التقاعدية إذا بيعت ممتلكاتهم للحصول على اندماجات معتمدة، ويمكنوا أن يحصلوا على تلك الإستحقاقات سواء أرادوا البقاء في بيوتهم أم لا. كما تم تمديد برنامج المزارعين الصغار، ومن 1 ديسمبر 1965، أصبح 40,000 مزارعاً مؤهل للحصول على أقصى مبلغ 1,000£ جنيه. وشجعت المنح الجديدة المقدمة للزراعة أيضاً على الجمع الطوعي للمزارع الصغيرة، وفي الحالات التي تم فيها شراء أراضيهم لأغراض غير تجارية، يمكن للمزارعين المستأجرين الآن الحصول على ضعف «تعويض الاضطراب». من قانون الزراعة لعام 1967، منحت 50٪ من المنح لمجموعة واسعة من التحسينات على الأراضي، إلى جانب منحة تكميلية بنسبة 10٪ على أعمال الصرف التي تفيد أرض التل. كما قدم قانون الزراعة لعام 1967 منح لتشجيع الدمج الزراعي وتعويض المغتربين.

#### الصحة
أرتفعت نسبة الناتج القومي الإجمالي التي أنفقت على خدمات الصحة الوطنية من 4.2 في المائة في عام 1964 إلى حوالي 5 في المائة في عام 1969. وقد وفرت هذه النفقات الإضافية إحياء حيوي لسياسة بناء المراكز الصحية للأطباء العامين، دفع أجور إضافية للأطباء الذين خدموا في مناطق لديها أطباء قليلة، نمو كبير في عدد العاملين في المستشفيات، وزيادة كبيرة في برنامج بناء المستشفيات. وقد تم إنفاق المزيد من المال سنوياً على خدمات الصحة الوطنية أكثر مما كانت عليه في ظل الحكومات المحافظة في الفترة 1951-1964، في حين تم بذل المزيد من الجهود لتحديث وإعادة تنظيم الخدمات الصحية. وأنشئت منظمات مركزية وإقليمية أقوى لشراء كميات كبيرة من لوازم المستشفيات، في حين بذلت بعض الجهود للحد من أوجه عدم المساواة في معايير الرعاية. وبالإضافة إلى ذلك، زادت الحكومة دخل المدارس الطبية.
قد وضع ميثاق الأطباء لعام 1966 بدلات الإيجار والموظفين الإضافيين، وزاد بشكل كبير جداول الأجور، وغير هيكل المدفوعات لتعكس "مؤهلات الأطباء وشكل ممارساتهم، أي ممارسة المجموعات". لم تؤد هذه التغييرات إلى زيادة الروح المعنوية فحسب، بل أدت أيضاً إلى زيادة استخدام الموظفين الإضافيين ومرفقات التمريض، نمو عدد المراكز الصحية وممارسات المجموعات، وزيادة في تحديث الممارسات من حيث المعدات ونظم التعيين، والمباني. قد وضع الميثاق نظاماً جديداً للدفع الأطباء العامين في مجال الصحة العامة، مع إسترداد تكاليف العمليات الجراحية، الإيجارات والأسعار، لضمان أن تكاليف تحسين الجراحة لم تقلل من دخل الطبيب، إلى جانب مخصصات الجزء الأكبر من تكاليف الموظفين الإضافيين. بالإضافة إلى ذلك، أنشئت هيئة ملكية للتعليم الطبي، جزئياً لوضع أفكار للتدريب الأطباء العامين (لأن هؤلاء الأطباء، أكبر مجموعة من أي أطباء أخريين في البلاد، في السابق لم يتلقوا أي تدريب خاص، "مجرد أن أولئك الأطباء، في نهاية دوراتهم للدكتوراه، لم يكملوا تدريبهم في أي تخصص).
في عام 1967، كانت السلطات المحلية مخولة بتقديم المشورة في مجال تنظيم الأسرة إلى أي شخص يطلبها وتوفير الإمدادات مجاناً. بالإضافة إلى ذلك، تم توسيع نطاق التدريب الطبي في أعقاب تقرير تود عن التعليم الطبي في عام 1968. بالإضافة إلى ذلك، ارتفع الإنفاق على الصحة الوطنية من 4.2 في المائة من الناتج القومي الإجمالي في عام 1964 إلى 5 في المائة في عام 1969 وتضاعف الإنفاق على بناء المستشفيات. سمح قانون الخدمات الصحية والصحة العامة لعام 1968 منحت للسلطات المحلية قدرة الحفاظ على ورش العمل للمسنين إما مباشرة أو عن طريق وكالة هيئة طوعية. وأنشئت في وقت لاحق دائرة استشارية صحية للتحقيق في مشاكل مستشفيات الأمراض النفسية والعقلية الشبه الطويلة الأمد ومواجهتها مباشرة في موجة من الفضائح العديدة. أتاح قانون تنظيم الأسرة لعام 1967 للسلطات المحلية إنشاء خدمة تنظيم الأسرة مع تقديم المشورة المجانية وتوفير وسائل منع الحمل، في حين أن قانون الهواء النظيف لعام 1968 مددت صلاحيات مكافحة تلوث الهواء. كما خصصت المزيد من الأموال للمستشفيات التي تعالج مرضى الأمراض العقلية. وبالإضافة إلى ذلك، أنشئ مجلس رياضي لتحسين المرافق. وقد زاد الإنفاق الحكومي المباشر على الرياضة أكثر من الضعف من 0.9 مليون جنيه إسترليني في 1965/1964 إلى مليوني جنيه إسترليني في 1968/1967، في حين تم إنشاء 11 مجلساً رياضياً إقليمياً بحلول عام 1968. وفي ويلز، تم افتتاح خمسة مراكز صحية جديدة بحلول عام 1968، في حين لم يفتح أي شيء بين عام 1951 إلى عام 1964، في حين أرتفع الإنفاق على خدمات الصحة والرعاية في المنطقة من 55.8 مليون جنيه إسترليني في 1964/1963 إلى 83.9 مليون جنيه إسترليني في 1968/1967.

#### العاملين
قد أنشأ قانون التدريب الصناعي لعام 1964 مجلساً للتدريب الصناعي لتشجيع تدريب العاملين في العمل، وفي غضون 7 سنوات كان هناك «27 مكتباً تجارياً يغطي أرباب العمل مع نحو 15 مليون عامل». ومن عام 1964 إلى عام 1968، عدد أماكن التدريب تضاعف. وقد أعاد قانون الأحواض والمرافئ (1966)، ومخطط عمل الأحواض (1967)، نظام التوظيف في الأحواض من أجل وضع حد للعمالة الغير رسمية. والتغييرات إلى مخطط عمل في الأحواض في عام 1967 وضع حد كامل للعمال العارضين على الأحواض، مما أعطى العمال بصورة فعالة أمن الوظائف من أجل الحياة. وأستفادت النقابات أيضاً من إقرار قانون المنازعات التجارية لعام 1965. وقد أعادت هذه الحصانة القانونية إلى مسؤولي النقابات العمالية، مما يكفل عدم إمكانية مقاضاة هؤلاء الأشخاص بسبب تهديدهم للإضراب.
كما شجعت حكومة ويلسون الأولى النساء المتزوجات على العودة إلى التعليم وتحسين شروط مجلس الامتيازات الميسر لمن يدرسن على أساس عمل دوام جزئي«من خلال تمكينهن من التأهل للحصول على حقوق المعاش التقاعدي وصياغة جدول موحد للدفع في جميع أنحاء البلد»، ووفقاً لما ذكره أحد أعضاء البرلمان، أستفادوا الممرضات أيضاً من أكبر زيادة في الأجور تلقوها في جيل في مايو 1966، أعلن ويلسون عن ارتفاع الأجور 30٪ للأطباء وأطباء الأسنان - وهي خطوة لم تثبت شعبيتها مع النقابات، حيث كانت سياسة الأجور الوطنية في ذلك الوقت ترتفع بين 3٪ و 3.5٪.
وقد أدخلت تحسينات كبيرة على رواتب أطباء المستشفيات المبتدئين. من عام 1959 إلى عام 1970، في حين أرتفعت عائدات العمال اليدويين بنسبة 75٪، فإن رواتب المسجلين تضعفوا أكثر في حين موظفي المنازل تضعفوا أكثر من ثلاثة أضعاف. وجاءت معظم هذه التحسينات، مثل الممرضات، في تسويات الأجور لعام 1970. وعلى نطاق محدود، شجعت التقارير الصادرة عن المجلس الوطني للأسعار والدخل خطط مدفوعات الحوافز على أن تكون التنمية في الحكومة المحلية وفي أماكن أخرى. في فبراير 1969، قبلت الحكومة زيادة «فوق السقف» لعمال المزارع، وهي مجموعة منخفضة الأجر. بعض المجموعات من العمال المحترفين، مثل الممرضات والمعلمين والأطباء، حصلوا على جوائز كبيرة.

#### المواصلات
قدم قانون تنازلات السفر لعام 1964، وهو أحد القوانين الأولى التي أصدرتها حكومة ويلسون الأولى، تنازلات لجميع المتقاعدين الذين يسافرون في حافلات تديرها سلطات النقل البلدية. وقد وضع قانون النقل لعام 1968 مبدأ المنح الحكومية لسلطات النقل إذا كانت خدمات الركاب الغير اقتصادية مبررة لأسباب اجتماعية. وأنشئت أيضاً شركة وطنية للشحن لتوفير خدمات متكاملة للنقل بالسكك الحديدية والطرق. زاد الإنفاق العام على الطرق بشكل مطرد، وأدخلت احتياطات أكثر صرامة للسلامة، مثل اختبار مقياس الكحول، بموجب قانون المرور على الطرق لعام 1967. وقد أعطى قانون النقل دعماً مالياً كبيراً للسكك الحديدية البريطانية، ومعاملتهم كما لو كانوا من الشركات التي أصبحت مفلسة، ولكن يمكن الآن، تحت إدارة جديدة، تحمل الديون. وأنشأ القانون أيضاً شركة شحن وطنية، وقدم إعانات حكومية للسكك الحديدية لنقل الركاب على نفس الأساس الذي تقدمه الإعانات القائمة للطرق لتمكين السلطات المحلية من تحسين وسائل النقل العام في مناطقها.
كما تم توسيع برنامج بناء الطرق، مع زيادة النفقات الرأسمالية إلى 8٪ من الناتج المحلي الإجمالي، «أعلى مستوى حققته أي حكومة ما بعد الحرب». وأرتفعت نفقات الحكومة المركزية على الطرق من 125£ مليون جنيه استرليني في 1964/1963 إلى 225£ مليون جنيه استرليني في 1968/1967، في حين تم إدخال عدد من أنظمة السلامة على الطرق، التي تغطي أحزمة الأمان، ساعات سائقي الشاحنات، معايير السيارات والشاحنات، وتصميم تجريبي لسبعين ميل لكل ساعة كحد أقصى للسرعة. في اسكتلندا، ارتفع الإنفاق على الطرق الجذعية من 6.8£ مليون جنيه استرليني في 1964/1963 إلى 15.5£ مليون جنيه استرليني في 1967/1966، بينما في ويلز، ارتفع الإنفاق على الطرق الويلزية من 21.2£ مليون جنيه إسترليني في 1964/1963 إلى 31.4£ مليون جنيه استرليني في عام 1967/1966.

#### التنمية الإقليمية
تتشجيع للتنمية الإقليمية أعطت انتباه أكثر في إطار حكومة ويلسون الأولى، بهدف تضييق الفوارق الاقتصادية بين مختلف المناطق. قد وضعت سياسة في عام 1965 تنص على إنشاء أي منظمة حكومية جديدة خارج لندن وفي عام 1967 قررت الحكومة إعطاء الأفضلية لمناطق التنمية. كما تم نقل بعض الإدارات الحكومية خارج لندن، حيث انتقلت دار سك العملة الملكية إلى جنوب ويلز، وإيرادات جيرو الداخلية إلى بوتل، ومكتب ضريبة السيارات إلى سوانزي. وقد أدخلت أيضاً حالة جديدة خاصة للتنمية في عام 1967 لتوفير مستويات أعلى من المساعدة. في عام 1966، أنشئت خمسة مجالات إنمائية (تغطي نصف سكان المملكة المتحدة)، في حين قدمت إعانات لأرباب العمل الذين يستعينون بموظفين جدد في مناطق التنمية. كما تم إنشاء مجلس تنمية المرتفعات والجزر من أجل «إعادة تنشيط» شمال اسكتلندا.
قد غير قانون التنمية الصناعية لعام 1966 اسم المقاطعات الإنمائية (أجزاء من البلد ذات مستويات البطالة الأعلى من المتوسط الوطني، ووسعت الحكومات إلى تشجيع زيادة الإستثمار فيها) إلى المناطق الإنمائية، وزادت النسبة المئوية للقوة العاملة التي تغطيها خطط التنمية من 15٪ إلى 20٪، والتي أثرت بشكل رئيسي على المناطق الريفية في اسكتلندا وويلز. تم استبدال البدلات الضريبية بمنح من أجل توسيع نطاق التغطية لشمل الشركات التي لم تحقق أرباح، وفي عام 1967 أدخلت علاوة توظيف إقليمية. في حين أن الخطط القائمة تميل إلى تفضيل المشاريع كثيفة الاستخدام لرأس المال، فإن هذا الهدف يهدف للمرة الأولى إلى زيادة فرص العمل في المناطق المنكوبة. حددت أقساط العمالة الإقليمية كل قطاع الصناعات التحويلية (وإن لم يكن خدمات) في المناطق الإنمائية، حيث تبلغ 1.50£ جنيه إسترليني للشخص في الأسبوع وتكفل لمدة سبع سنوات.
تقلصت فروق البطالة الإقليمية، وزاد الإنفاق على البنية الأساسية الإقليمية زيادة كبيرة. بين عامي 1965-1966 و 1969-1970، أرتفعت النفقات السنوية على البناء الجديد (بما في ذلك محطات توليد الكهرباء، الطرق، المدارس، المستشفيات والسكن) بنسبة 41٪ في المملكة المتحدة ككل. وقدمت أيضاً إعانات لمختلف الصناعات (مثل بناء السفنفي كليدسيد)، مما ساعد على منع حدوث عدد من الخسائر في الوظائف. تشير التقديرات إلى أنه في الفترة ما بين عامي 1964 و 1970، تم إنشاء 45,000 وظيفة حكومية خارج لندن، منها 21,000 وظيفة في مناطق التنمية. قد جسدت قانون التوظيف المحلي، الذي تم إقراره في مارس 1970، مقترحات الحكومة لتقديم المساعدة إلى 54 منطقة «وسيطة» لتبادل العمالة لالتي ا تصنف على أنها مناطق «تنمية» كاملة.
زادت الأموال المخصصة للمساعدة الإقليمية بأكثر من الضعف، من 40£ مليون جنيه إسترليني في 1965/1964 إلى 82£ مليون جنيه إسترليني في 1970/1969، ومن 1964 إلى 1970، عدد المصانع الكاملة كانت أعلى بنسبة 50 في المائة من 1960 إلى 1964، مما ساعد على الحد من البطالة في مناطق التنمية. في عام 1970، بلغ معدل البطالة في المناطق الإنمائية 1.67 ضعف المعدل الوطني، مقابل 2.21 مرة في عام 1964. على الرغم من أن معدلات البطالة الوطنية كانت أعلى في عام 1970 مما كانت عليه في أوائل الستينيات، فإن معدلات البطالة في مناطق التنمية كانت أقل ولم تزد لمدة ثلاث سنوات. وإجمالاً، كان تأثير السياسات الإنمائية الإقليمية لحكومة ويلسون الأولى بين فترة 1963 إلى 1970 تمثل، وفقاً لمؤرخ واحد، «الهجوم الأكثر مدة، الأكثر كثافة والأكثر نجاحاً من أي وقت مضى على المشاكل الإقليمية في بريطانيا».

#### التجديد المدني
تم تخصيص عدد من الإعانات للسلطات المحلية التي تواجه في مناطق حادة من الفقر المدقع (أو مشاكل اجتماعية أخرى). نص قانون الإسكان لعام 1969 السلطات المحلية على واجب القيام بما ينبغي عمله بشأن «المناطق غير مرضية». يمكن للسلطات المحلية أن تعلن «مناطق التحسين العامة» التي تمكنهم من شراء الأراضي والمنازل، ومنح مِنح تحسين البيئة. وعلى نفس الأساس، مع أخذ المناطق الجغرافية التي تحتاج إليها، وضعت الحكومة حزمة تشبه برنامجاً للفقر المصغر. في يوليو 1967، قررت الحكومة صب المال في ما عرفته لجنة بلودن كمناطق ذات أولوية تعليمية، المناطق التي تعاني من الفقر حيث كان الأطفال محرومين. وبعد ذلك تم منح عدد من المناطق الداخلية المدنية الفقيرة حالة أولوية تعليمية (على الرغم من المخاوف من أن سلطات التعليم المحلي لن تكون قادرة على تمويل الحالات الأولوية التعليمية). من عام 1968 إلى عام 1970، تم بناء 150 مدرسة جديدة في إطار برنامج الأولوية التعليمية.

#### التنمية الدولي
أنشئت وزارة جديدة للتنمية الخارجية، والتي حققت نجاح كبير بتقديم قروض بدون فوائد لأشد البلدان فقراً. وقد وضعت وزير التنمية الخارجية، باربرا كاستل، معياراً في تخفيف الفائدة على القروض المقدمة إلى الدول النامية، مما أدى إلى تغييرات في سياسات القروض في العديد من البلدان المانحة، وهو «تحول كبير في سلوك الدول البيضاء الغنية إلى الدول الفقيرة السمراء». وقدمت القروض إلى البلدان النامية بشروط أكثر ملاءمة لها من تلك التي قدمتها حكومات جميع البلدان المتقدمة الأخرى في ذلك الوقت. وبالإضافة إلى ذلك، كان لكاستل دور أساسي في إنشاء معهد للدراسات الإنمائية في جامعة ساسكس لإستنباط طرق لمعالجة أوجه عدم المساواة الاجتماعية والاقتصادية العالمية. ومع ذلك، تحملت المساعدات الخارجية وطأة كبيرة لتدابير التقشف التي أدخلتها حكومة ويلسون الأولى في السنوات القليلة الماضية في منصبه، حيث أنخفضت المساعدات البريطانية كنسبة من الناتج القومي الإجمالي من 0.53٪ في عام 1964 إلى 0.39٪ في عام 1969.

#### الضرائب
كما أدخلت تغييرات مختلفة على النظام الضريبي الذي أفادت العمال على الدخل المنخفض والمتوسط. وأستفاد الأزواج المتزوجون من ذوي الدخل المنخفض من الزيادات في العلاوة الشخصية وبدل الزواج. في عام 1965، ألغي بدل المرجعي المتعلق باشتراكات التأمين الوطني، وزادت العلاوة الشخصية الوحيدة، وبدل الزواج، وإعانة الزوجة. وزادت هذه العلاوات في السنوات الضريبية 1969-1970 و 1970-1971. وقد أستفاد المسنون ذوو الدخل المنخفض من الزيادات في حدود الإعفاء من السن وحدود الدخل النسبية. في عام 1967، أدخلت امتيازات ضريبية جديدة للأرامل.
حدثت زيادات في بعض العلاوات الطفيفة في قانون المالية لعام 1969، ولا سيما العلاوة الشخصية الإضافية، الإعفاء من السن، وتخفيف السن، والحد النسبي المعال. وإلى جانب تخفيف السن، نفذت تعديلات أخرى في هذه الامتيازات في عام 1970.
شهد عام 1968 إدخال تجميع دخل الإستثمار للقاصرين الغير متزوجين مع دخل والديهم. ووفقاً لمايكل ميتشر، فإن هذا التغيير وضع حداً لعدم المساواة السابقة حيث دفعت عائلتان، في ظروف متطابقة، مبالغ متباينة من الضرائب «لمجرد أنه في حالة واحدة كان الطفل يمتلك ممتلكات ورثها من جده، بينما في الحالة الأخرى قد ورثت ممتلكات الجد المتطابقة من قبل الوالد».
في ميزانية عام 1969، ألغيت ضريبة الدخل لحوالي مليون شخص من أقل الأجور وخفضت إلى 600,000 شخص آخر، بينما في الميزانية الأخيرة للحكومة (التي أدخلت في عام 1970)، تم إعفاء مليوني من دافعي الضرائب الصغار من دفع أي دخل الضرائب تماماً.

#### الإصلاحات الليبرالية
تم إدخال مجموعة واسعة من التدابير الليبرالية خلال فترة ويلسون كرئيس الوزراء. نص قانون الإجراءات الزوجية والممتلكات لعام 1970 على توفير الرعاية للأطفال الذين يكون والداهم على وشك الطلاق أو الانفصال القضائي، مع منح المحاكم (على سبيل المثال) صلاحيات واسعة لإصدار مخصصات مالية للأطفال في شكل مدفوعات صيانة يقدمها أي من الوالدين. وأتاح هذا التشريع للمحاكم أن تأمر بمنح أي من الزوجين، وأعترفت بالمساهمة في المنزل المشترك الذي جرى أثناء الزواج. وفي نفس العام، منح للزوجان حصة متساوية من الأصول المنزلية بعد الطلاق عن طريق قانون الملكية الزوجية. وتم تمديد قانون العلاقات العرقية لعام 1968 أيضاً في عام 1968، وفي عام 1970 صدر قانون المساواة في الأجور. أدى إصلاح هام آخر، قانون اللغة الويلزية لعام 1967، إلى منح «صلاحية متساوية» للغة الويلزية المتدهورة والتشجيع على إحياءها. وزادت أيضاً النفقات الحكومية على كل من الرياضة والفنون. قانون المناجم والمحاجر لعام 1969، صدر كرداً على مأساة أبيرفان، نص على منع استخدام المستودعات المهجورة من تعريض أفراد العامة للخطر. في عام 1967، ألغي العقوبة البدنية في البورستال والسجون. تم إنشاء 7 جمعيات إقليمية لتطوير الفنون، وأرتفع الإنفاق الحكومي على الأنشطة الثقافية من 7.7£ مليون جنيه إسترليني في 1964/1963 إلى 15.3£ مليون جنيه إسترليني في 1969/1968. وأنشئ أيضاً مجلس للتعويض عن الإصابات الجنائية، دفع أكثر من مليوني جنيه إسترليني لضحايا العنف الإجرامي بحلول عام 1968.
نص قانون تسجيل العموم لعام 1965 على تسجيل جميع الأراضي الزراعية والقرى المشتركة، في حين أنه بموجب قانون الريف لعام 1968، يمكن للسلطات المحلية أن توفر مرافق «للتمتع بالأراضي التي يمكن للعامة الوصول إليها». وقد عدل قانون توفير الأسرة لعام 1966 سلسلة من قوانين العقارات الموجودة من قبل والتي تتعلق أساساً بالأشخاص الذين ماتوا. وزاد التشريع المبلغ الذي يمكن دفعه للأزواج الباقين على قيد الحياة إذا لم تترك لهم وصية، كما وسعت نطاق اختصاص محاكم المقاطعات، التي أعطيت اختصاص المحاكم العليا في ظل ظروف معينة عند التعامل مع مسائل الملكية. وتحسنت أيضاً حقوق الأطفال المتبنين مع تغيير صياغة معينة في قانون الميراث (أحكام الأسرة) لعام 1938 لمنحهم نفس الحقوق التي يتمتع بها الأطفال المولودون طبيعياً. في عام 1968، تم تحديث قانون تنظيم الحضانات وشؤون الأطفال في عام 1948 ليشمل المزيد من فئات الأطفال. بعد مرور عام، صدر قانون إصلاح الأسرة لعام 1969، الذي يسمح للأشخاص المولودين خارج الزواج بالإرث على أمة أحد الوالدين. في عام 1967، تم إلغاء تجريم المثلية الجنسية جزئياً بسبب إقرار قانون الجرائم الجنسية. وأستحدثت حكومة ويلسون الأولى أيضاً قاعدة لمدة ثلاثين عاماً للوصول إلى السجلات العامة، لتحل محل قاعدة سابقة مدتها خمسون عاماً.

#### السجل على توزيع الدخل
على الرغم من الصعوبات الاقتصادية التي واجهتها حكومة ويلسون الأولى، نجحت في الحفاظ على مستويات منخفضة من البطالة والتضخم خلال فترة وجودها حكمها. ظلت البطالة أقل من 2.7٪ وظل التضخم في معظم الستينات أقل من 4٪. تحسنت مستويات المعيشة عموماً، في حين أرتفع الإنفاق العام على الإسكان، الضمان الاجتماعي، النقل، البحث، التعليم والصحة بمتوسط يزيد عن 6 في المائة بين عامي 1964 و 1970. أزداد معدل نمو الأسرة بشكل مطرد، حيث ارتفع عدد السيارات في المملكة المتحدة من واحد لكل 6.4 أشخاص إلى واحد لكل خمسة أشخاص في عام 1968، ما يمثل زيادة صافية قدرها ثلاثة ملايين سيارة على الطريق. كما أتسمت الزيادة في مستوى المعيشة بزيادة ملكية مختلف السلع الإستهلاكية المعمرة من 1964 إلى 1969، كما يتضح من أجهزة التلفزيون (من 88٪ إلى 90٪)، الثلاجات (من 39٪ إلى 59٪) والغسالات (من 54٪ إلى 64٪).
بحلول عام 1970، كان الدخل في بريطانيا أكثر توزيعاً مما كان عليه في عام 1964، يرجع ذلك أساساً إلى الزيادات في الإستحقاقات النقدية، بما في ذلك الإعانات الأسرية.
ووفقاً لمؤرخ واحد،
«في التزامها بالخدمات الاجتماعية والرفاهية العامة، وضعت حكومة ويلسون رقماً قياسياً لا مثيل له من قبل أي إدارة لاحقة، ومنتصف الستينات ينظر إليها على أنها» العصر الذهبي«للدولة الرفاهية».
كما لاحظ، بن بيملوت، فإن الفجوة بين أولئك الذين هم في أدنى الدخل وبقية السكان «قد أنخفضت بشكل ملحوظ» في ظل حكومة ويلسون الأولى. ورأت حكومة ويلسون الأولى توزيع الدخل يصبح أكثر مساواة، في حين حدثت تخفيضات في الفقر. وقد نتجت هذه الإنجازات أساساً عن عدة زيادات في إستحقاقات الرعاية الاجتماعية، مثل الإستحقاقات التكميلية، المعاشات التقاعدية والعلاوات الأسرية التي تضاعفت بين عامي 1964 و 1970 (على الرغم من أن معظم الزيادات في الإعانات الأسرية لم تتحقق حتى عام 1968). وقد دخل نظام جديد من الحسومات في الأسعار، حيث أستفادت منه مليون أسرة بحلول نهاية الستينات. وقد ضمنت الزيادة في إستحقاقات التأمين الوطني في الأعوام 1965، 1967، 1968 و 1969 أن أولئك الذين يعتمدون على إستحقاقات الدولة رأوا دخلهم القابل للتصرف يرتفع بشكل أسرع من العاملين، في حين تقلصت فروق الدخل بين العمال ذوي الدخل المنخفض والعاملين ذوي الدخل المرتفع. قد دخلت زيادة تدريجية في النظام الضريبي مع التركيز بشكل أكبر على الضرائب المباشرة (القائمة على الدخل) بدلاً من الضرائب الغير المباشرة (التي تعتمد عادة على النفقات) كوسيلة لزيادة الإيرادات، مع زيادة المبلغ الذي جمعته الدولة من الطريقة الأول بمقدار ضعف الطريقة الثانية. أيضاً، على الرغم من زيادة البطالة، تحسن الفقراء نصيبهم من الدخل القومي في حين أنخفضت قليلاً لدى الأغنياء. وعلى الرغم من التخفيضات المختلفة بعد عام 1966، كان الإنفاق على الخدمات مثل التعليم والصحة لا يزال أعلى بكثير كنسبة من الثروة الوطنية مما كانت عليه في عام 1964. بالإضافة إلى ذلك، وبفضل زيادة الضرائب لدفع إصلاحاتهم، أولت الحكومة اهتماماً دقيقاً لمبدأ إعادة التوزيع، مع ارتفاع الدخل القابل للتصرف لدى أدنى الأجور وتسقط لدى أغنى الأجور خلال فترة وجوده في الحكم.
في الفترة ما بين 1964 و 1968، كانت الفوائد العينية تقدمية إلى حد كبير، حيث أستفادت المنافع في النصف الأدنى من جدول الدخل أكثر من تلك التي كانت في النصف الأعلى. وفي المتوسط، الذين تلقوا منافع الدولة أستفادوا أكثر من حيث الزيادة في الدخل الحقيقي المتاح من متوسط العمال اليدويين أو العاملين بأجر بين عامي 1964 و 1969. في الفترة بين عامي 1964 إلى عام 1969، حقق العاملون بأجر متدني أفضل بكثير من القطاعات الأخرى من السكان. في عام 1969، كان الزوجان مع طفلين 11.5٪ أكثر ثراء من حيث القيمة الحقيقية، في حين أن زوجين مع ثلاثة أطفال، كانت الزيادة المقابلة 14.5٪، وبالنسبة لأسرة مع أربعة أطفال، 16.5٪. بين عامي 1965 إلى عام 1968، أرتفع دخل معيشية المتقاعد الفردي كنسبة مئوية من الأسر المعيشية الأخرى البالغة من 48.9 في المائة إلى 52.5 في المائة. وبالنسبة إلى شخصين متقاعدين، كانت الزيادة المعادلة من 46.8 في المائة إلى 48.2 في المائة. وبالإضافة إلى ذلك، ونتيجة للزيادات الكبيرة في الإستحقاقات النقدية، أكتسبوا العاطلون عن العمل والأسر الكبيرة أكثر من حيث الدخل الحقيقي المتاح من بقية السكان خلال فترة شغل ويلسون في منصبه.
وكما لاحظ بول وايتلي، فإن المعاشات التقاعدية، المرضية، البطالة والمزايا التكميلية أرتفعت بالقيمة الحقيقية في ظل حكومة ويلسون الأولى مقارنة مع الإدارة المحافظة السابقة:
«لمقارنة فترة المحافظين مع فترة العمال في الحكم، يمكننا استخدام التغييرات في الفوائد سنوياً كتقدير تقريبي للأداء المقارن. فيما يتعلق بالمحافظين والعمال على التوالي، كانت الزيادات في الإستحقاقات التكميلية في السنة 3.5 و 5.2 نقطة مئوية بالنسبة لإستحقاقات المرض والبطالة 5.8 و 30.6 نقطة مئوية، للمعاشات التقاعدية 3.8 و 4.6 وبدل الأسرة -1.2 و -2.6. وهكذا كان الفقراء والمتقاعدين والمرضى والعاطلين عن العمل أفضل من حيث القيمة الحقيقية في ظل حكم العمال مما فعلوه في ظل المحافظين، والأسر كانوا أسوأ».
بين 1964 و 1968، أرتفعت الإستحقاقات النقدية كنسبة مئوية من الدخل لجميع الأسر المعيشية، ولكن أكثر من ذلك بالنسبة للفقراء مقارنة بالأسر الأكثر ثراء. كما أشار الخبير الاقتصادي مايكل ستيوارت،
«يبدو أنه لا جدال فيه أن الأولوية العليا التي منحتها حكومة العمال للإنفاق على التعليم والخدمات الصحية كان لها تأثير إيجابي على توزيع الدخل».
بالنسبة للأسرة التي لديها طفلان في نطاق دخل 676£ جنيه إسترليني إلى 816£ جنيه إسترليني في السنة، أرتفعت الإستحقاقات النقدية من 4 في المائة من الدخل في عام 1964 إلى 22 في المائة في عام 1968، مقارنة بتغير من 1 في المائة إلى 2 في المائة لأسرة مماثلة تتراوح بين 2,122£ جنيه إسترليني إلى 2,566£ جنيه إسترليني خلال نفس الفترة. وبالنسبة للفوائد العينية، كانت التغيرات في نفس الفترة بالنسبة للأسر المماثلة من 21 في المائة إلى 29 في المائة للأسر ذات الدخل المنخفض ومن 9 في المائة إلى 10 في المائة للأسر ذات الدخل المرتفع. وعندما أخذ في الاعتبار جميع الإستحقاقات والضرائب والنفقات الحكومية على الخدمات الاجتماعية، نجحت حكومة ويلسون في الحد من التفاوت في الدخل. كما أشار المؤرخ كينيث أو مورجان،
«وبالتالي على المدى الطويل، فإن دولة الرفاه قد عززت الزيادات في المكاسب التكميلية وغيرها من المزايا في ظل نظام كروسمان في الفترة 1968-1970، وقد جعلت الرفاه بعض التأثير، تقريباً عن طريق الخطأ، على عدم المساواة الاجتماعية وتدني الدخل الحقيقي».
أرتفع الإنفاق العام كنسبة مئوية من الناتج المحلي الإجمالي بشكل ملحوظ في ظل حكومة العمال 1964-1970، من 34٪ في 1964-1965 إلى ما يقرب من 38٪ من الناتج المحلي الإجمالي في الفترة 1969-1970، في حين أرتفع الإنفاق على الخدمات الاجتماعية من 16٪ من الدخل القومي في 1964 إلى 23٪ بحلول عام 1970. كان لهذه التدابير أثر كبير على مستويات معيشة البريطانيين ذوي الدخل المنخفض، مع ارتفاع الدخل المتاح للأسر بشكل أسرع بالنسبة للفئات ذات الدخل المنخفض مقارنة بالمجموعات ذات الدخل المرتفع خلال الستينيات. وعند قياس الدخل المتاح بعد الضرائب، بما في ذلك الفوائد، أنخفض إجمالي الدخل المتاح لذوي الدخل الأعلى بنسبة 33 في المائة، في حين أرتفع إجمالي الدخل المتاح لذوي الدخل المنخفض بنسبة 104 في المائة. كما أشار أحد المؤرخين، فإن «الأثر الصافي للسياسات المالية للعمال هو في الواقع جعل الأغنياء أشد فقراً والفقراء أغنى».

### الشؤون الخارجية

#### أوروبا
من بين المعضلات السياسية الأكثر تحدياً الذي واجهها ويلسون هي قضية العضوية البريطانية في السوق الأوروبية المشتركة، التي كانت رائدة في الاتحاد الأوروبي الحالي. الرئيس الفرنسي شارل ديغول قد استخدم حق النقض في عام 1963 لعضوية بريطانيا. كان حزب العمال في المعارضة منقسم بشأن هذه القضية، مع زعيم الحزب السابق هيو غايتسكيل في عام 1962 مقابل انضمام بريطانيا إلى الجماعة.
بعد تردده في البداية حول هذه القضية، قدمت حكومة ويلسون في مايو 1967 طلب المملكة المتحدة الثاني للانضمام إلى السوق الأوروبي. وقد اعترض عليها ديغول في نوفمبر 1967. بعد ان فقد ديغول السلطة، تفاوض رئيس الوزراء المحافظ إدوارد هيث على انضمام بريطانيا إلى السوق الاوربية في عام 1973.
أظهر ويلسون في المعارضة إبداعاً سياسياً في وضع موقف يمكن أن يتفق عليه الطرفان في الحزب، وهي معارضة الشروط التي تم التفاوض عليها من قبل هيث ولكن ليس من مبدأ العضوية. شمل بيان حزب العمال لعام 1974 تعهداً بإعادة التفاوض على شروط عضوية بريطانيا ثم إجراء إستفتاء حول ما إذا كان ستبقى بريطانيا في السوق الأوروبي بالشروط الجديدة. كان هذا إجراء دستورياً من دون سابقة في التاريخ البريطاني.
عقب عودة ويلسون للسلطة، قام ويلسون بنفسه بالتفاوض مع زملائه من أعضاء السوق الأوروبي بالتزامن مع وزير الخارجية جيمس كالاهان، وقاموا بجولة في عواصم أوروبا مجتمعين مع نظرائهم الأوروبيين. وركزت المناقشات في المقام الأول على مساهمة بريطانيا الصافية لميزانية السوق الأوروبي. وباعتبارها منتج زراعي صغير معتمدة اعتماداً كبيراً على الواردات، فقد عانت بريطانيا مضاعفة من هيمنة:
1. الإنفاق الزراعي في ميزانية السوق الأوروبي،
2. ضرائب الإستيراد الزراعي كمصدر لإيرادات المفوضية الأوروبية.

أثناء إعادة التفاوض، تنازلوا أعضاء آخرون في السوق الاقتصادي الأوروبي، على سبيل التعويض الجزئي، بإنشاء صندوق أوروبي كبير للتنمية الإقليمية، حيث أتفق من خلاله بوضوح على أن بريطانيا ستكون مستفيدة رئيسية.
في حملة الإستفتاء اللاحقة، بدلاً من التقليد البريطاني العادي المتمثل في «المسؤولية الجماعية»، الذي تتخذ الحكومة بموجبه موقف سياسي يلزم جميع أعضاء مجلس الوزراء بدعمه علناً، فإن أعضاء الحكومة كانوا أحرار في تقديم آرائهم على أي من الجانبين. صوت الناخبون في 5 يونيو 1975 لمواصلة العضوية بأغلبية كبيرة.

#### آسيا
تصاعدت تورط الجيش الأمريكي في فيتنام بشكل مستمر من 1964 إلى 1968 وتحمل الرئيس ليندون جونسون ضغوطاً على الأقل لتورط رمزي للوحدات العسكرية البريطانية. تجنب ويلسون بإستمرار أي التزام من القوات البريطانية، معتبراً أسباب الالتزامات العسكرية البريطانية لحالة الطوارئ الماليزية والرئاسة البريطانية المشتركة لمؤتمر جنيف لعام 1954.
عرضت حكومته بعض الدعم الكلامى للموقف الأمريكى (وأبرزها الدفاع الذي قدمه وزير الخارجية مايكل ستيوارت في «التعليمات» أو نقاشات حول فيتنام). في مناسبة واحدة على الأقل بذلت الحكومة البريطانية جهداً غير ناجح للتوسط في النزاع، حيث بحث ويلسون مقترحات السلام مع أليكسي كوسيغين، رئيس مجلس وزراء الاتحاد السوفييتي. في 28 يونيو 1966، فصل ويلسون «حكومته» عن القصف الأمريكي لمدينتي هانوي وهيفونغ. في مذكراته، يكتب ويلسون عن «بيع جونسون مؤخرة التوجيه»، إشارة إلى جذور جونسون لتكساس، التي أستحضرت صور الماشية ورعاة البقر في العقول البريطانية.
جزء من الثمن الذي دفعه ويلسون بعد محادثاته مع الرئيس جونسون في يونيو 1967 للحصول على مساعدة الولايات المتحدة مع الاقتصاد البريطاني كان موافقته على الحفاظ على وجود عسكري شرق السويس. في يوليو 1967 أعلن وزير الدفاع دنيس هيلي أن بريطانيا ستتخلى عن قواعدها البرية الرئيسية لها شرق السويس بحلول عام 1977، على الرغم من أنه سيتم الاحتفاظ بالقوات الجوية التي يمكن نشرها إذا لزم الامر في المنطقة. بعد ذلك بفترة وجيزة، أعلن ويلسون في يناير 1968 أن الجدول الزمني المقترح لهذا الانسحاب حيتسارع، وأن القوات البريطانية ستنسحب من سنغافورة، ماليزيا والخليج العربي بحلول نهاية عام 1971.
كان ويلسون معروفاً بآراءه القوية المؤيدة لإسرائيل. وكان صديقاً خاصاً لرئيسة الوزراء الإسرائيلية جولدا مائير، على الرغم من أن فترة ولايتها تزامنت إلى حد كبير مع فترة ويلسون 1970-1974. وكان شاركيه الأخر هو مستشار ألمانيا الغربية، فيلي برانت؛ كانوا الثلاثة أعضاء في المنظمة الأممية الإشتراكية.

#### إفريقيا
كان «التراجع من الإمبراطورية» البريطانية قد أحرز تقدماً بحلول عام 1964 وكان من المقرر أن يستمر خلال إدارة ويلسون. بدأت اتحاد رودسيا ونياسالاند تعرض مشاكل خطيرة. لم تمنح روديسيا الجنوبية، التي كانت القوة الاقتصادية للإتحاد، الاستقلال، وذلك أساساً لأن ويلسون رفض منح الاستقلال لحكومة الأقلية البيضاء برئاسة رئيس الوزراء الروديسي يان سميث الذي لم يرغب في منح حقوق التصويت للغير المؤهلين من سكان الأفارقة الأصليين. كان رد سميث المتحد هو إعلان استقلال انفرادي من جانبه، في 11 نوفمبر 1965. كان لجوء ويلسون الفوري إلى الأمم المتحدة، وفي عام 1965، فرض مجلس الأمن عقوبات، والتي من شأنها أن تستمر حتى الاستقلال الرسمي في عام 1979. وتورط هذا على محاصرة ميناء بيرا من قبل السفن الحربية البريطانية في محاولة لتسبب انهيار اقتصادي في روديسيا. قد تم تشجيع ويلسون من قبل معظم الدول لإتخاذ موقف حازم بشأن هذه المسألة (ولم يعترف أي دبلوماسي بنظام سميث). لم ينضم بعض من الدول إلى العقوبات، مما يقوض كفاءتها. وبدأت بعض أقسام الرأي العام تشكك في فعاليتها، والمطالبة بإسقاط النظام بالقوة. رفض ويلسون التدخل في روديسيا بالقوة العسكرية، معتقداً أن السكان البريطانيين لن يؤيدوا هذا العمل ضد «نسبهم وأقاربهم». ألتقى الزعيمان للمناقشات على متن السفن الحربية البريطانية، النمر في عام 1966 والجسارة في عام 1968. سميث بعد ذلك هاجم ويلسون في مذكراته، متهماً إياه بتأخير التكتيكات أثناء المفاوضات وزعم الازدواجية؛ رد ويلسون عيناً، مشكوكاً في حسن نية سميث، ومقترح أن سميث قد نقل الأهداف كلما ظهرت تسوية في الأفق. ولم يتم حل هذه المسألة حتى وقت استقالة ويلسون عام 1976.

## هزيمته والعودة إلى المعارضة (1970-1974)
بحلول عام 1969، كان حزب العمال يعاني من انعكاسات انتخابية خطيرة، وبحلول نهاية عام 1970 فقدت ما يجمع 16 مقعداُ في الانتخابات الفرعية منذ الانتخابات العامة السابقة.
بحلول عام 1970، كان الاقتصاد يظهر علامات على التحسن، وبحلول مايو من ذلك العام، تجاوز حزب العمال المحافظين في إستطلاعات الرأي. ورد ويلسون على هذا الانتعاش الواضح في شعبية حكومته من خلال الدعوة إلى انتخابات العامة، ولكن، لدهشة معظم المراقبين، هزم في صناديق الاقتراع من قبل حزب المحافظين تحت قيادة هيث.
نجا ويلسون في منصبه كزعيم حزب العمال المعارض. في صيف عام 1973، في عطلته في جزر سيلي، حاول ركوب قارب بمحرك من زورق ودخل في البحر. لم يتمكن من الدخول إلى القارب وترك في الماء الباردة، معلق على المصدات من القارب. كان قريباً من الموت قبل أن ينقذه بعض من المارة. تناولت الصحافة هذا الحادث وأسفرت عن بعض الحرج بالنسبة إلى ويلسون؛ حاول سكرتيره الصحفي، جو هاينز، أن يحرف بعض التعليقات عن طريق إلقاء اللوم على كلب ويلسون لهذه المشكلة.
وقد أصبحت الظروف الاقتصادية خلال السبعينيات أكثر صعوبة بالنسبة لبريطانيا والعديد من الاقتصادات الغربية الأخرى نتيجة لإنهاء اتفاق بريتون وودز وحظر النفط لعام 1973، وكانت حكومة هيث بدورها تعاني من المحن الاقتصادية والاضطرابات الصناعية (على وجه الخصوص بما في ذلك المواجهة مع مناجمين الفحم التي أدت إلى أسبوع الأيام الثلاثة) حتى نهاية عام 1973، وفي 7 فبراير 1974 (مع إستمرار الأزمة)، دعا هيث إلى إجراء انتخابات مبكرة في 28 فبراير.

## ولايته الثانية كرئيس الوزراء (1974-1976)
حصل حزب العمال على عدد أكبر من المقاعد (على الرغم من أن عدد الأصوات أقل) من حزب المحافظين في الانتخابات العامة في فبراير 1974، مما أدى إلى برلمان معلق. وبما أن هيث لم يكن قادر على إقناع الليبراليين بتشكيل حكومة ائتلاف، عاد ويلسون إلى 10 داوننغ ستريت في 4 مارس 1974 كرئيس وزراء لحكومة أقلية عمالية. حصل على أغلبية ثلاثة مقاعد في انتخابات أخرى في وقت لاحق من ذلك العام، في 10 أكتوبر 1974. واحدة من القضايا الرئيسية التي تم تناولها خلال فترة عمله الثانية هي الإستفتاء على عضوية بريطانيا في السوق الاقتصادي الأوروبي (انظر إلى أوروبا، أعلاه).

### الشؤون المحلية
تعهدت حكومة ويلسون الثانية بالتزام كبير بتوسيع دولة الرعاية الاجتماعية البريطانية، مع زيادة الإنفاق على التعليم، الصحة والإيجارات السكنية. لدفع ثمنها، فرضت الضوابط ورفعت الضرائب على الأغنياء. وقد عكست جزئياً التخفيض لعام 1971 في أعلى معدل للضرائب من 90٪ إلى 75٪، ليصل إلى 83٪ في الميزانية الأولى من المستشار الجديد دينيس هيلي، الذي دخل حيز التنفيذ في أبريل 1974. كما نفذت رسوماً إستثمارية إضافية للدخل الذي رفعت أعلى معدل على الدخل الإستثمار إلى 98٪، وهو أعلى مستوى منذ الحرب العالمية الثانية.
على الرغم من إنجازاتها في السياسة الاجتماعية، إلا أن حكومة ويلسون قد خضعت لفحص دقيق في عام 1975 لارتفاع معدل البطالة، حيث بلغ عدد البريطانيين الذين تجاوزوا العمل 1,000,000 بحلول أبريل من ذلك العام.

### إيرلندا الشمالية
شهدت حكومة ويلسون السابقة اندلاع الاضطرابات في ايرلندا الشمالية. واستجابة لطلب من حكومة أيرلندا الشمالية، وافق ويلسون على نشر الجيش البريطاني في أغسطس 1969 في محاولة لإستعادة السلام.
قد قام ويلسون، الذي كان خارج منصبه في خريف عام 1971، بصياغة برنامج مؤلف من 16 نقطة، مدته 15 عاماً، صمم لتمهيد الطريق لتوحيد أيرلندا. ولكم لم يتم اعتماد الاقتراح من قبل حكومة هيث آنذاك.
في مايو 1974، عندما عاد إلى منصبه كرئيس الوزراء لحكومة عمالية أقلية، أدان ويلسون إضراب، مجلس عمال أولستر الإضرابي، الذي يسيطر عليه الأتحاديين باعتباره «إضراب طائفية»، الذي «كان يجري لأغراض طائفية ليس لها علاقة بهذا القرن ولكن فقط لقرن السابع عشر». مع ذلك فإنه رفض الضغط على الجيش البريطاني المتردد في مواجهة القوات شبه العسكرية الموالية التي تخوف عمال المرافق. وفي خطاب تلفزيوني في وقت لاحق، أشار إلى المضايقين الموالين ومؤيديهم على أنهم «متطفلون» الذين يتوقعون من بريطانيا أن تدفع ثمن أساليب حياتهم. قد نجحت الإضراب في نهاية المطاف في كسر السلطة التنفيذية في أيرلندا الشمالية.
في 11 سبتمبر 2008، أدعى برنامج وثائق إذاعة «بي بي سي» 4 على أنه اكتشف خطة سرية - يطلق عليها اسم «يوم القيامة» - الذي اقترح قطع جميع العلاقات الدستورية في المملكة المتحدة مع أيرلندا الشمالية وتحويل المقاطعة إلى سيطرة مستقلة. ذهبت الوثيقة للمطالبة بأن خطة يوم القيامة وضعت أساساً من قبل ويلسون، وأبقت سراً محروس. وزعم أن الخطة فقدت زخمها، ويعود ذلك جزئياً إلى التحذيرات التي وجهها كل من وزير الخارجية آنذاك جيمس كالاهان ووزير الخارجية الإيرلندي آنذاك جاريت فيتزجيرالد الذي أعترف بأن الجيش الأيرلندي الذي يبلغ قوامه 12,000 جندي لن يتمكن من التعامل مع الحرب الأهلية التي سوف تلي ذلك.
في عام 1975 عرض ويلسون سراً الدكتاتور الليبي معمر القذافي 14£ مليون جنيه إسترليني (500£ مليون جنيه استرليني في قيم 2009) لوقف تسليح الجيش الجمهوري الايرلندي، ولكن القذافي طالب بمبلغ أكبر بكثير من المال. ولم يصبح هذا العرض معروفاً علناً حتى عام 2009.

### استقالته
في 16 مارس 1976، أعلن ويلسون استقالته كرئيس للوزراء (بدأ نفاذه في 5 أبريل 1976). وأدعى أنه كان يخطط دائماً للاستقالة في سن الستين، وأنه قد أستنفد جسدياً وعقلياً. في وقت مبكر من أواخر الستينات، إنه كان يقول في الانذرات، مثل طبيبه السير جوزيف ستون (في وقت لاحق لورد ستون من هندون)، بأنه لا يعتزم خدم أكثر من ثمانية أو تسع سنوات كرئيساً للوزراء. وقد أقترح، روي جينكينز، أن ويلسون قد يكون مدفع وراء هذا الإتجاه جزئياً من قبل الانزعاج للسياسة التي شعرت بها زوجته المخلصة والمعانية منذ فترة طويلة، مريم. قد أكتشف طبيبه مشاكل يمكن تشخيصها فيما بعد بأنها سرطان القولون، وبدأ ويلسون شرب البراندي خلال النهار لمواجهة التوتر. وبالإضافة إلى ذلك، بحلول عام 1976 كان قد يكون مدرك من المراحل الأولى من بداية ظهور مرض آلزهايمر، الذي كان من شأنه أن يسبب بتدمير ذاكرته الممتازة سابقاً وصلاحياته في التركيز.
جاءت الملكة إليزابيث الثانية لتناول العشاء في 10 داونينغ ستريت للاحتفال باستقالته، وهو شرف لم تمنحه سوى لرئيس وزراء آخر، السير ونستون تشرشل.
شمل قائمة شرف استقالة رئيس الوزراء العديد من رجال الأعمال والمشاهير، جنباً إلى جنب مع أنصاره السياسيين. قد أدى اختياره للتعيينات إلحاق ضرر دائم لسمعته، تفاقمت مع الاقتراح بأن المسودة الأولى للقائمة كانت قد كتبتها سكرتيرته السياسية، مارشيا ويليامز، على ورقة لافندر (أصبحت معروفة باسم «قائمة لافندر»). أشار روي جنكينز إلى أن تقاعد ويلسون «تشوهت في أفضل الأحوال بقائمة الاستقالة الغريبة الأطوار، والتي أعطت ألقاب أو فرسان لبعض رجال الأعمال المغامرين، وكان العديد منهم ليس قريبين منه ولا لحزب العمال». من أولئك الذين كرموا، اللورد ويلسون كاغان، مخترع غانيكس، الذي سجن في نهاية المطاف بسبب الاحتيال، والسير إريك ميلر، الذي أنتحر في وقت لاحق حين كان تحت تحقيق الشرطة للفساد.
عقدت حزب العمال انتخابات ليحلوا محل ويلسون كزعيم الحزب (وبالتالي رئيس الوزراء). وقفوا ستة مرشحين في الاقتراع الأول؛ في ترتيب الأصوات هم: مايكل فوت، جيمس كالاهان، روي جنكينز، توني بين، دينيس هيلي وأنثوني كروسلاند. في الاقتراع الثالث في 5 أبريل، هزم كالاهان فوت في تصويت برلماني بأغلبية 176 صوتاً مقابل 137 صوتاً، وبذلك أصبح خليفة لويلسون كرئيساً للوزراء وزعيماً لحزب العمال، وظل رئيسا للوزراء حتى مايو 1979، عندما فقدت حزب العمال الانتخابات العامة للمحافظين ومارغريت ثاتشر أول إمراءة كرئيس للوزراء في بريطانيا.
بما أن ويلسون كان يرغب في البقاء نائباً بعد ترك منصبه، لم يعطوا إليه فوراً النبالة التي عرضت عادة على رؤساء الوزراء المتقاعدين، ولكن بدلاً من ذلك تم إنشائه كفارس الرباط. ولدى تركه مجلس العموم بعد الانتخابات العامة لعام 1983، تم إنشائه بارون ويلسون من ريفاولكس، بعد دير ريفاولكس، في أصوله لدى شمال يوركشاير.

## تقاعده ووفاته (1983-1995)
بعد فترة قصيرة من استقالته من منصبه كرئيس للوزراء، وقع ديفيد فروست مع ويلسون لاستضافته في سلسلة من برامج/ومقابلات. أثبتت الحلقة التجريبية أنها برنامج فاشل حيث ظهر ويلسون غير مريح مع الشكل الغير الرسمي للصيغة. كما أستضاف ويلسون طبعتين من برنامج بي بي سي دردشة ليلة الجمعة، وصباح يوم السبت. إنه تعثر في الدور، وفي عام 2000، اختارت القناة 4 واحدة من مظاهره باعتبارها واحدة من مائة لحظات من الجحيم التلفزيون. كما صاغ ويلسون اسم الحرب الخيرية على الرغبة.
في عام 1975، أنضم ويلسون إلى مجلس أمناء صندوق أويلي كارت الإستئماني بدعوة من السير هيو وونتنر، الذي كان آنذاك لورد عمدة لندن. في عيد الميلاد عام 1978، ظهر ويلسون في برنامج موريكامب ووايس الميلادي الخاص. عادة إريك موريكامب في عدم معرفة أسامي الشهراء، سدد له من قبل ويلسون، الذي أشار إليه بي «موري-كامبي» (النطق الخاطئ لإسم موريكامب الذي أدلى به إد سوليفان عندما ظهر الإثنين في برنامجه التلفزيوني الأمريكي الشهير). ظهر ويلسون على البرنامج مرة أخرى في عام 1980.
لم يكن ويلسون نشطاً بشكل خاص في مجلس اللوردات، على الرغم من أنه بدأ مناقشة حول البطالة في مايو 1984. كان آخر خطاب له نقاش حول الطيارن البحري في عام 1986، عندما علق على أنه الشقيق الأكبر لبيت ترينيتي. في نفس العام لعب نفسه رئيساً للوزراء في مسرحية أنغليا التلفزيونية، في برنامج داخل القصة.
وواصل بانتظام حضور مجلس اللوردات قبل أكثر من عام بقليل من وفاته؛ كان آخر جلسة حضرها في 27 أبريل 1994. توفي ويلسون من سرطان القولون ومرض الزهايمر في مايو 1995، بالغ من العمر 79 عاماً. وجاء وفاته قبل أشهر من سلفه كرئيس الوزراء أليك دوغلاس هيوم. قد أقيمت أعماله التذكارية في دير وستمنستر في 13 يوليو 1995. حضر الأعمال التذكرية تشارلز (أمير ويلز)، رئيس الوزراء السابق إدوارد هيث، جيمس كالاهان ومارغريت ثاتشر ورئيس الوزراء جون ميجر ورئيس الوزراء المقبل توني بلير. دفن ويلسون في كنيسة سانت ماري القديمة، سانت ماري، جزر سيلي، في 6 يونيو. تقول نقش قبره الأمور وقت عامة أو (الوقت قائد الأشياء).

## نمطه السياسي

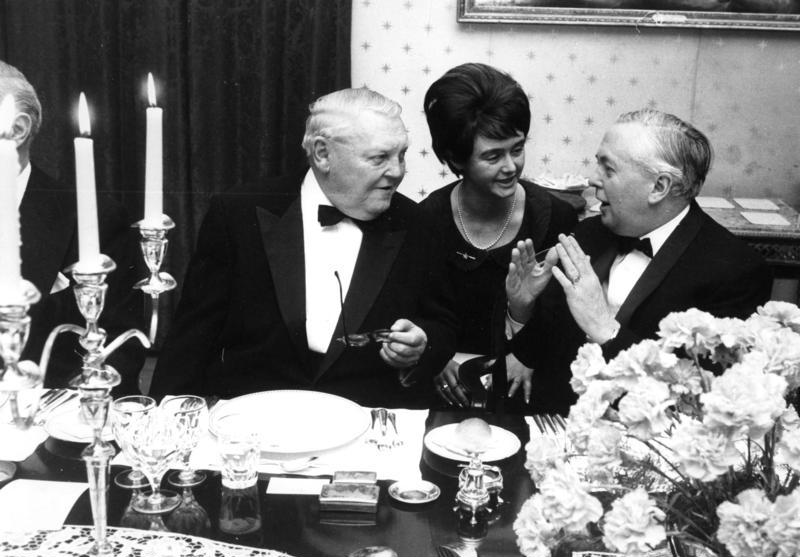
ولأغراض التوثيق، غالبًا ما يحتفظ الأرشيف الفيدرالي الألماني بعناوين الصور الأصلية، والتي قد تكون خاطئة أو متحيزة أو قديمة أو متطرفة سياسياً. مارس 1965 زيارة رئيس الوزراء البريطاني [هارولد] ويلسون عشاء في المقر البريطاني

اعتبر ويلسون نفسه «كرجل الشعب» وقام بالكثير لتعزيز هذه الصورة، متعارضاً مع المحافظين الأرستقراطيين النمطيين الذين سبقوه. ومن بين خصائص هذا التصوير معطف غانكس للرجل العامل، وأنبوبه (صوت المجلس البريطاني لداخنين الأنبوب بأن ويلسون مدخن الأنبوب للسنة في عام 1965 ومدخن أنبوب العقد في عام 1976، على الرغم من أنه كان يدخن السيجار في الخاص)، وحبه الطبخ البسيط وإستمتاعه للنكهة البريطانية الشعبية صلصة هب، ودعمه لفريق كرة القدم في بلدته، هدرسفيلد تاون. وأظهرت خطاباته لهجة يوركشاير في بعض الأحيان. متجنباً العطلات القارية، عاد كل صيف مع عائلته إلى جزر سيلي. أعتمد أول فوز له في الانتخابات العامة بشكل كبير على ربط هذه الصفات إلى الأرض مع شعور أن المملكة المتحدة في حاجة ماسة للتحديث، بعد «ثلاثة عشر عاماً من سوء الحكم المحافظ». وقد تم المبالغة في هذه الخصائص في العمود الساخر العين الخاص في «يوميات السيدة ويلسون».
عرض ويلسون لمسته شعبيته في يونيو 1965 عندما كرم البيتلز مع جائزة رتبة الإمبراطورية البريطانية (تمنح هذه الجوائز رسمياً من قبل الملكة ولكن يتم ترشيحهم من قبل رئيس وزراء الحالي). كانت الجائزة شعبية مع الشباب وساهمت في الشعور بأن رئيس الوزراء كان على إتصال مع الجيل الأصغر سناً. كانت هناك بعض الاحتجاجات من قبل المحافظين وكبار السن من العسكريين الذين كانوا في وقت سابق متلقوا الجائزة، ولكن هؤلاء المتظاهرين كانوا أقلية. وأدعى النقاد أن ويلسون تصرف للحصول على أصوات للانتخابات العامة المقبلة (التي جرت بعد أقل من عام)، ولكن المدافعين لاحظوا أنه نظراً بأن الحد الأدنى لسن الاقتراع في ذلك الوقت كان 21 عاماً، فمن غير المرجح أن يؤثر ذلك على الكثير من مشجعي البيتلز الذين كانوا في ذلك الوقت في الغالب مراهقين. وقد عززت صورة ويلسون كزعيم عصري وربطته بالفخر المزدهر في «بريطانيا الجديدة» التي صفتها البيتلز. ولكن ذكروا البيتلز ويلسون سلبياً، سموه وخصمه إدوارد هيث في أغنية جورج هاريسون «رجال الضرائب»، التي كانت فتحة لألبوم عام 1966 المسدس التي سجلت وأفرج عنه بعد رتبة الإمبراطورية.
في عام 1967، كان لدى ويلسون تفاعل مختلف مع فرقة موسيقية. رفع دعوى ضد مجموعة البوب «التحرك» من أجل التشهير بعد أن نشر مدير الفرقة توني سيكوندا بطاقة بريدية ترويجية لأغنية «الزهور في المطر»، والتي تضم كاريكاتير يصور ويلسون في السرير مع مساعدته السيدة مارسيا ويليامز. قد ألمح القيل والقال إلى علاقة غير لائقة، على الرغم من أن هذه الشائعات لم تثبت أبداً. فاز ويلسون في القضية، وجميع الإتاوات من الأغنية (التي ألفت من زعيم فرقة تحرك، روي وود) تم تعيينها إلى الأبد لجمعية خيرية لاختيار ويلسون.
صاغ ويلسون مصطلح «رجل سيلسدون» للإشارة إلى السياسات المضادة للتدخل من قبل قائد حزب المحافظون إدوارد هيث، الذي طورت في معتكف سياسي عقد في فندق سيلسدون بارك في أوائل عام 1970. هذه العبارة، التي تهدف إلى إستحضار الصفات «الارتداد البدائي» من الاكتشافات الأنثروبولوجية مثل إنسان بلتداون وإنسان منتصب، كان جزءاً من التقليد السياسي البريطاني يشير إلى الإتجاهات السياسية من خلال لاحقة «رجل». تشمل العبارات الأخرى التي منسوبة إلى ويلسون «الحرارة البيضاء من الثورة [التكنولوجية]»، و «الأسبوع طويل في السياسة»، وهذا يعني أن الثروات السياسية يمكن أن تتغير بسرعة كبيرة. وقال ويلسون في بثه بعد تخفيض قيمة الجنيه في عام 1967: «هذا لا يعني أن الجنيه هنا في بريطانيا - في جيبك أو محفظتك - أقل من ذلك ...»، وعبارة «الجنيه في جيبك» أتخذت حياة خاصة بها.

### سمعته
على الرغم من نجاحاه وشعبيته لمرة واحدة، أستغرقت سمعة هارولد ويلسون وقتاً طويلاً للتعافي من الانخفاض الذي تم التوصل إليه مباشرة بعد رئاسته الثانية. يتهمه البعض بالمراوغة الغير ضرورية، ويدعي البعض أنه لم يفعل ما يكفي لتحديث مواقف سياسة حزب العمال حول قضايا مثل دور كل من الدولة والسوق أو إصلاح العلاقات الصناعية. يوجه هذا الجدل جزئياً باللوم على ويلسون بسبب الاضطرابات المدنية في أواخر السبعينات (خلال شتاء بريطانيا المسخوط)، وللنجاح الانتخابي للحزب المحافظ الذي بقى في السلطة لمدة 18 عاماً التي تلت. ويؤكد أنصاره أن إدارة ويلسون الماهرة (بشأن قضايا مثل التأميم، أوروبا وفيتنام) سمحت لحزب متقلب على خلاف ذلك بأن يبقى موحداً سياسياً وحكومياً. هذا التعايش لم يبق طويلاً عند قيادته، وقد ساهمت الفصائل التي أعقبت ذلك بشكل كبير في ضعف حزب العمال الانتخابي خلال الثمانينيات. إن إعادة اختراع حزب العمال أستغرق الجزء الأكبر من عقدين، على يد كل من نيل كينوك، جون سميث (سياسي) - بشكل انتخابي وبشكل قاطع - توني بلير.
في عام 1964، عندما تولى ويلسون منصبه، كان التيار الرئيسي للرأي المستنير (في جميع الأحزاب السياسية الرئيسية في الأوساط الأكاديمية ووسائط الإعلام، وما إلى ذلك) يحبذ بشدة نوع النهج التكنوقراطي «للتخطيط الإرشادي» الذي سعى ويلسون إلى تنفيذه. كانت الإصلاحات الجذرية الموجهة نحو السوق، الذي تبنته مارغريت ثاتشر في نهاية المطاف، في منتصف الستينيات مدعومة فقط من قبل «هامش» من المتحمسين (مثل قيادة معهد الشؤون الاقتصادية اللاحقة)، والتي لم تكن لها تمثيل في المستويات العليا حتى من حزب المحافظين. وبعد خمسة عشر عاماً، ساعدت خيبة الأمل مع الأداء الاقتصادي الضعيف لبريطانيا والعلاقات الصناعية المضطربة، جنباً إلى جنب مع الأعمال النشطة من قبل شخصيات مثل السير كيث جوزيف، جعلت برنامج سوق الجذري ممكناً سياسياً لثاتشر (الذي كان بدوره حيأثر على قيادة العمال اللاحقة، وخاصة في ظل بلير).
ووجد إستطلاع للرأي في سبتمبر 2011 أن ويلسون جاء في المركز الثالث عندما طلب من المشاركين أن يختاروا أفضل زعيم حزب العمالي بعد الحرب. جاء في الترتيب الثالث فقط بعد جون سميث وتوني بلير.

## المؤامرات المحتملة ونظريات التآمر
في عام 2009 تاريخ المؤرخ كريستوفر أندرو الرسمي لمخابرات (MI5)، الدفاع عن المملكة: التاريخ المصرح عن MI5 شملت فصلاً (القسم هاء الجزء 4) على وجه التحديد رفض للفكرة أن كان هناك أي مؤامرة ضد ويلسون في 1970.
قالت رئيسة الوزراء مارغريت ثاتشر لمجلس العموم في 6 مايو 1987:
قد أبلغني المدير العام لدائرة الأمن أنه أجرى خلال الأشهر الأربعة الماضية تحقيقاً شاملاً في جميع هذه القصص، مع مراعاة الإدعاءات السابقة والمواد الأخرى التي أعطيت في الفترة الأخيرة. وقد أجريت دراسة شاملة لجميع الأوراق ذات الصلة بذلك الوقت. وأجريت مقابلات مع ضباط في الوظيفة في الأجزاء ذات الصلة من جهاز الأمن في ذلك الوقت، بمن فيهم الضباط الذين تم الإعلان عن أسماؤهم.
وقد أبلغني المدير العام بأنه لم يجد أي دليل على صحة هذه الإدعاءات. لقد أعطاني تأكيداً شخصياً بأن القصص خاطئة. وعلى وجه الخصوص، أبلغني بأن جميع موظفي جهاز الأمن الذين أجريت معهم مقابلات نفوا نفياً قاطعاً أن يكونوا متورطين في أي أنشطة أو خططوا لإقالة أو تشويه سمعة اللورد ويلسون وحكومته عندما كان رئيساً للوزراء. وقد نفى المدير العام آنذاك الإدعاء القائل بأنه أكد وجود جهاز داخل دائرة الأمن لفصيل مخيف له من وجهات النظر اليميني المتطرف. وذكر أيضاً أنه ليس لديه ما يدعو إلى الاعتقاد بوجود أي فصيل من هذا القبيل. لم يتم العثور على أي دليل أو مؤشر على أي مؤامرة أو تآمر ضد اللورد ويلسون من قبل أو داخل جهاز الأمن.
في عام 1963، يقال إن المنشق السوفياتي أناتولي غوليتسين ادعى سراً أن ويلسون كان عميلاً في لجنة أمن الدولة للإتحاد السوفيتي. وغالبية ضباط المخابرات لا يعتقدون أن غوليتسين كان ذا مصداقية في هذا ومختلف الإدعاءات الأخرى، ولكن عدد كبير من المخابرين (وأبرزهم جيمس يسوع أنجليتون، نائب مدير عمليات مكافحة الإستخبارات في وكالة المخابرات المركزية)، وأندلعت صراع بين المجموعتين. وأدعى بيتر رايت الضابط السابق في المكتب الخامس في مذكراته، ماسك الجاسوس، أن 30 من عملاء MI5 تعاونوا في محاولة لتقويض ويلسون. وتراجع عن هذا الإدعاء قائلاً إن هناك رجل واحد فقط.
في مارس 1987، أدعى جيمس ميلر، عميل سري سابق، أن إضراب مجلس عمال الإتحادي لعام 1974 قد تم الترويج له من قبل MI5 من أجل المساعدة على زعزعة إستقرار حكومة ويلسون. في يوليو 1987، أستخدم النائب العمالي، كين ليفينغستون، خطابه الأول لرفع مزاعم عام 1975 عن مسؤول سابق في الجيش الصحافة في أيرلندا الشمالية، كولين والاس، الذي زعم أيضاً أن كان هناك مؤامرة لزعزعة إستقرار ويلسون. كريس مولين، النائب، متحدثاً في 23 نوفمبر 1988، قال إن المصادر الأخرى لغير بيتر رايت أيدت إدعاءات محاولة طويلة الأمد من قبل MI5 لتقويض حكومة ويلسون.
في عام 2009، دفاع عن المملكة، التاريخ المصرح عن MI5 من قبل كريستوفر أندرو، رأى أنه في حين أن MI5 أبقى ملفاً على ويلسون من عام 1945، عندما أصبح نائباً - لأن موظفي الخدمة المدنية الشيوعية أدعوا أنه كان لديه تعاطف سياسي مماثل - لم يكن هناك تنصت على منزله أو مكتبه، ولا مؤامرة ضده. في عام 2010 قدمت تقارير صحفية إدعاءات مفصلة بأن التنصت على 10 داوننغ ستريت قد حذفت من التاريخ «لأسباب المصلحة العامة الأوسع». في عام 1963 على أوامر ماكميلان في أعقاب قضية بروفومو، الإستخبرات تنصتت غرفة مجلس الوزراء، غرفة الانتظار، ودراسة رئيس الوزراء حتى تمت إزالة الأجهزة في عام 1977 على أوامر كالاهان. من السجلات ليس من الواضح ما إذا كان ويلسون أو هيث يعرفوا عن التنصت، ولم يتم الاحتفاظ على أي محادثات مسجلة من قبل MI5 فربما لم يتم تفعيل أجهزة التنصت أبداً. كان البروفسور أندرو قد سجل سابقاً في مقدمة التاريخ أن «أحد الختان الكبير لنتيجة هذه المتطلبات (في الفصل المتعلق بمخطط ويلسون) هو، على ما أعتقد، من الصعب تبرير» إعطاء مصداقية لهذه الادعاءات الجديدة.

## رتب الشرف
- أنتخب ويلسون زميل الجمعية الملكية في عام 1969 بموجب النظام الأساسي 12 من لوائح الجمعية، التي تغطي الأشخاص الذين قدموا خدمة واضحة لقضية العلم أو بحيث أن انتخابهم سيكون ذات فائدة للجمعية.[127]

### التماثيل وغيرها من التحيات
صورة لهارولد ويلسون، رسمها الفنان الإسكتلندي، كوان دوبسون، معلقة اليوم في كلية جامعة أكسفورد. يقف تمثالان لهارولد ويلسون في أماكن بارزة. يقف الأول، الذي كشف عنه رئيس الوزراء آنذاك توني بلير في يوليو 1999، خارج محطة سكة حديد هدرسفيلد في ساحة سانت جورج في هدرسفيلد. ويستند التمثال الذي صممه النحات إيان والترز، الذي يبلغ تكلفته 70 ألف جنيه استرليني، مرتكزة على صور ألتقطت في عام 1964، ويصور ويلسون في وضع المشي في بداية ولايته الأولى كرئيس للوزراء. أرملته، مريم، طلبت أن النصب الطويل الذي يبلغ طوله ثمانية أقدام لا يظهر ويلسون يحمل أنبوبه الشهير لأنها خشت أن تجعل التمثال كاريكاتير.
في سبتمبر 2006، كشف توني بلير عن تمثال برونزي ثاني لويلسون في دائرته الانتخابية الأخيرة في هيتون، بالقرب من ليفربول. تم إنشاء التمثال من قبل نحات ليفربولي، توم ميرفي، وأشاد بلير بإرث ويلسون في الكشف عن النقاب، بما في ذلك الجامعة المفتوحة. وأضاف: «جلب أيضاً ثقافة جديدة كاملة، وبلد جديد كلياً، جعل البلاد شديدة الاختلاف».
أيضاً في عام 2006، شارع على تطوير سكني جديد في تيفيدال، وست ميدلاندز، سيمت باسم شارع ويلسون تكريماً لويلسون. جنباً إلى جنب مع التطور الجديد المجاور لشارع كالاهان (سميت باسم جيمس كالاهان)، وشكلت جزءاً من العقارات السكنية الكبيرة التي بنيت منذ الستينات حيث سميت جميع الشوارع بعد رؤساء الوزراء السابقين أو كبار الشخصيات البرلمانية.

## عناوينه من الولادة وإلى الموت
- هارولد ويلسون (11 مارس 1916 - 1 يناير 1945)
- هارولد ويلسون، رتبة الإمبراطورية البريطانية (1 يناير 1945 - 26 يوليو 1945)
- هارولد ويلسون، رتبة الإمبراطورية البريطانية، نائب برلماني (26 يوليو 1945 - 29 سيبتمبر 1947)
- الحق الشريف هارولد ويلسون، رتبة الإمبراطورية البريطانية، نائب برلماني (29 سبتمبر 1947 - 6 ديسمبر 1969)
- الحق الشريف هارولد ويلسون، رتبة الإمبراطورية البريطانية، زمالة الجمعية الملكية، نائب برلماني (6 ديسمبر 1969 - 23 أبريل 1976)
- السيد الحق الشريف السير هارولد ويلسون، فارس الرباط، رتبة الإمبراطورية البريطانية، زمالة الجمعية الملكية، نائب برلماني (23 أبريل 1976 - 9 يونيو 1983)
- السيد الحق الشريف السير هارولد ويلسون، فارس الرباط، رتبة الإمبراطورية البريطانية، زمالة الجمعية الملكية (9 يونيو - 16 سبتمبر 1983)
- السيد الحق الشريف اللورد ويلسون من ريفاولكس، فارس الرباط، رتبة الإمبراطورية البريطانية (16 سيبتمبر 1983 - 23 مايو 1995).[130]

## روابط خارجية
- هارولد ويلسون على موقع IMDb (الإنجليزية)
- هارولد ويلسون على موقع مونزينجر (الألمانية)
- هارولد ويلسون على موقع ميوزك برينز (الإنجليزية)
- هارولد ويلسون على موقع إن إن دي بي (الإنجليزية)
- هارولد ويلسون على موقع ديسكوغز (الإنجليزية)
- هارولد ويلسون على موقع كينوبويسك (الروسية)